# François Hollande
Pour les articles homonymes, voir Hollande (homonymie).
François Hollande [fʁɑ̃swa ɔlɑ̃d] , né le 12 août 1954 à Rouen (Seine-Inférieure), est un haut fonctionnaire et homme d'État français. Il est président de la République française du 15 mai 2012 au 14 mai 2017.
Magistrat à la Cour des comptes et brièvement avocat, il est élu pour la première fois député en 1988. Il exerce la fonction de premier secrétaire du Parti socialiste (PS) de 1997 à 2008, pendant la troisième cohabitation puis dans l'opposition. Au niveau local, il est maire de Tulle de 2001 à 2008 et président du conseil général de Corrèze de 2008 à 2012.
Il est désigné candidat du PS à l'élection présidentielle de 2012 à l'issue d'une primaire à gauche face à Martine Aubry, et élu chef de l'État face au président sortant, Nicolas Sarkozy, avec 51,6 % des suffrages exprimés au second tour.
Sa politique économique connaît un virage social-libéral en 2014, année du « pacte de responsabilité », suivi par la loi Macron puis la loi Travail, qui provoque une contestation sociale pendant plusieurs mois. Sa présidence est également marquée par l'adoption du mariage homosexuel, la Conférence de Paris sur le climat, des interventions militaires (au Mali, en Centrafrique et au Moyen-Orient), une crise migratoire en Europe et l'institution d'un état d'urgence à la suite de plusieurs attentats islamistes en France.
Confronté à de très faibles intentions de vote et à un risque d'échec à une nouvelle primaire à gauche, il renonce à se porter candidat à un second mandat, ce qui constitue une première sous la Cinquième République. Il se tient en retrait lors de l'élection présidentielle de 2017, n'apportant pas son soutien au candidat du Parti socialiste, Benoît Hamon. Son ancien ministre de l'Économie, Emmanuel Macron, lui succède finalement à l'Élysée.
Après sa présidence, François Hollande ne siège pas au Conseil constitutionnel — dont il est membre de droit et à vie — et n'occupe pas de mandat ou fonction de premier plan, mais reste présent dans le débat public et la vie politique. Il préside alors la fondation La France s'engage.
Il fait son retour en politique en 2024 en étant élu député dans la première circonscription de la Corrèze, douze ans après avoir quitté ce même siège lors de son accession à la présidence de la République.

## Situation personnelle

### Famille
François Gérard Georges Nicolas Hollande naît le 12 août 1954 à Rouen, en Seine-Inférieure. Il est le fils cadet de Georges Gustave Hollande (né le 9 mai 1923 et mort le 4 avril 2020), médecin ORL, promoteur immobilier à ses heures, candidat malheureux sur une liste d'extrême droite aux élections municipales de Rouen en 1959 et de Bois-Guillaume en 1965. Sa mère, Nicole Frédérique Marguerite Tribert (née le 7 septembre 1927 et morte le 8 mars 2009), catholique de gauche,, infirmière de formation, est assistante sociale et figure en 2008, en dernière position, sur la liste du Parti socialiste aux élections municipales à Cannes.
Ses grands-parents paternels, Antoinette et Gustave (ancien gazé des tranchées de la Première Guerre mondiale), sont des enseignants issus d'une famille paysanne installée à Plouvain, dans le Nord-Pas-de-Calais. Leur patronyme vient du pays de leurs ancêtres protestants réfugiés des Provinces-Unies pour échapper à l'Inquisition espagnole au XVIe siècle,. Ses grands-parents maternels, Jeanne et Robert, d'origine savoyarde, sont modiste et tailleur, à Paris.
François Hollande a un frère aîné, Philippe Hollande (1952-2017),, artiste et musicien de jazz,. Il est aussi cousin issu de germain de la journaliste Hélène Pilichowski,.

### Vie privée

François Hollande et Ségolène Royal lors de la campagne présidentielle de 2007.

À la fin des années 1970, il fait la connaissance de Ségolène Royal, également de la promotion Voltaire (1980) de l'ENA. Il se lie avec elle au cours d'un stage effectué dans une cité HLM de banlieue, « La Noé », à Chanteloup-les-Vignes. Le couple forme une union libre et a quatre enfants : Thomas (1984), qui est avocat, Clémence (1986), spécialiste en hépato-gastro-entérologie à Paris, Julien (1987), cinéaste, et Flora (1992), psychologue[réf. nécessaire]. Leur séparation est annoncée au soir du second tour des élections législatives de 2007.
En 2010, François Hollande officialise sa relation avec la journaliste Valérie Trierweiler, sa compagne depuis le milieu des années 2000,,, ; cette relation, que Valérie Trierweiler dit avoir commencé en 2005 par le « baiser de Limoges », était restée cachée pendant la campagne de Ségolène Royal, durant laquelle celle-ci avait réaffirmé la bonne entente au sein de son couple, jusqu'à évoquer l'éventualité d'un mariage et embrasser François Hollande en public lors d'un meeting à Limoges.
Le 10 janvier 2014, le magazine Closer évoque la possible relation de François Hollande avec l'actrice Julie Gayet, publiant des photos à l'appui de ses affirmations. Cette information est reprise par la presse internationale, mais aussi, fait inédit, par les médias français,. Le 25 janvier 2014, François Hollande, s’exprimant à titre personnel, annonce « la fin de sa vie commune » avec Valérie Trierweiler,,.
Leur relation n'étant toutefois pas officialisée, Julie Gayet n'est donc pas considérée comme étant la compagne du président de façon formelle et n'apparaît pas à ses côtés en public de manière officielle. Ils effectuent, cependant, leur première apparition publique le 9 décembre 2017, à l'occasion de la cérémonie d'hommage à Johnny Hallyday. François Hollande et Julie Gayet se marient dans l'intimité à Tulle le 4 juin 2022. Le mariage est célébré par Bernard Combes, successeur de François Hollande en 2008, en tant que maire de Tulle.
Le patrimoine de François Hollande est d’un million d'euros en 2017. Début 2019, il fait l'acquisition d'une maison sur les hauteurs de Tulle.

### Formation
François Hollande a reçu une éducation religieuse catholique, qu'il considère comme « une bonne expérience », mais se définit lui-même comme « non-croyant » n'ayant « aucune pratique religieuse » et ayant sa « propre philosophie de la vie »,.
Il passe son enfance à Rouen, puis, à partir de 1958, à Bois-Guillaume, ville résidentielle sur les hauteurs de Rouen, dans un quartier aisé. Il est élève au pensionnat Jean-Baptiste-de-La-Salle de Rouen. Au premier trimestre 1968, son père, favorable à l’Algérie française et mal vu du fait de sa proximité avec Jean-Louis Tixier-Vignancour et l’OAS, vend sans crier gare sa clinique, ses appartements du Clos du Hamel, la maison de Bois-Guillaume, et déménage avec sa famille en proche banlieue parisienne, à Neuilly-sur-Seine, où il se lance dans l’immobilier,.
Élève au lycée Pasteur de Neuilly-sur-Seine, François Hollande, qui y découvre la bourgeoisie parisienne, obtient en 1971 son baccalauréat avec la mention « assez bien »,.
Il étudie à l'Institut d'études politiques de Paris (section Service public) et est licencié en droit (université Panthéon-Assas) en 1974. Il milite alors à l’UNEF-Renouveau, proche du Parti communiste français. En 1973, sa camarade de promotion Dominique Robert lui fait rencontrer son oncle Louis Mexandeau, ainsi que les députés Raymond Forni, Pierre Joxe et Jean-Pierre Cot. Il intègre ensuite HEC Paris sans passer par une classe préparatoire parisienne et en sort diplômé en 1975.
En 1976, il est réformé du service militaire à cause de sa myopie lors de ses « trois jours » au fort de Vincennes. Admis à l'ENA, il obtient de repasser la visite médicale, à l'issue de laquelle il est déclaré apte. Lors de ses classes en tant qu'élève officier de réserve à Coëtquidan, en janvier 1977, il est dans la même chambrée que Jean-Pierre Jouyet, Michel Sapin, Henri de Castries et Jean-Michel Lambert, puis il rejoint l'École d'application du génie (EAG) à Angers, avant d’être affecté au 71e régiment du Génie, à Oissel, en Seine-Maritime,. François Hollande finit son service militaire de 12 mois avec le grade de lieutenant de réserve.
Il est élève de l’ENA dans la promotion Voltaire (janvier 1978 - mai 1980). Il y rencontre Ségolène Royal. En 1978, il effectue son stage de première année à l'ENA à l'ambassade de France en Algérie.

### Carrière professionnelle
Sorti huitième (voie administration générale) de l'ENA en 1980, il choisit la Cour des comptes. Il est également chargé de cours à l'IEP de Paris, où il donne des cours d'économie aux étudiants de troisième année jusqu'en 1991. En 1984, suivant les promotions automatiques applicables aux anciens élèves de l'ENA, il devient conseiller référendaire à la Cour des comptes.
Magistrat de la Cour des comptes, François Hollande dispose d'une équivalence au CAPA, obtenue en 1995, lui permettant d'exercer la profession d'avocat. Il travaille pendant quelques mois, à partir de 1997, dans le cabinet de son ami l’avocat Jean-Pierre Mignard, activité professionnelle qui n'est pas mentionnée dans sa biographie officielle.
Il reconnaît que sa présence intermittente pendant neuf ans à la Cour des comptes lui a laissé du temps pour militer, pour se consacrer presque entièrement à sa passion, la politique, ce qui lui permet de devenir « une des étoiles montantes du PS au milieu des années 1990 ».
À sa demande, un arrêté du Premier ministre, en date du 11 mai 2017, lui permet de faire valoir ses droits à la retraite en tant que conseiller référendaire à la Cour des comptes (de laquelle il a été détaché pendant 26 ans), à compter du 15 mai suivant.

## Parcours politique

### Débuts (1974-1996)

#### Adhésion au Parti socialiste
En 1974, il préside la section de l'Union nationale des étudiants de France à l'Institut d'études politiques de Paris. Il entre à l'École des hautes études commerciales de Paris et y préside le comité de soutien à la candidature de François Mitterrand. Il adhère au Parti socialiste en 1979.

#### Échec aux élections législatives de 1981
À la suite de l'élection de François Mitterrand à la présidence de la République, en 1981, François Hollande devient chargé de mission pour l'Élysée, à l'époque où le nouveau pouvoir entame sa politique de relance par la demande (relance keynésienne) et de nationalisations. Jean-Luc Mélenchon dit de cette période que François Hollande était alors « déjà le plus à droite » au sein du cabinet de Mitterrand. Lors des élections législatives de juin 1981, François Hollande est désigné comme candidat socialiste contre Jacques Chirac dans la troisième circonscription de la Corrèze, après le refus de Jacques Delors. Durant la campagne, il se rend à un meeting de son concurrent, à Neuvic, et l'interpelle sur le fait qu'il n'a pas répondu à sa demande écrite de débat. Avec 26 % des voix, contre 23 % au candidat communiste Christian Audouin, il lui manque 350 voix pour mettre en ballottage Jacques Chirac, qui l'emporte dès le premier tour.

#### Responsabilités sous François Mitterrand
Du 23 mars 1983 au 7 décembre 1984, il est le directeur de cabinet des deux porte-parole successifs du troisième gouvernement de Pierre Mauroy : Max Gallo et Roland Dumas. Il participe alors à une manipulation politique : à l'instigation de François Mitterrand, Jacques Attali demande à l'éditeur Fayard de publier un pamphlet contre la droite. La tâche est confiée au journaliste André Bercoff qui, sous le pseudonyme de « Caton », parfois présenté à tort comme un dirigeant de la droite, publie un livre intitulé De la reconquête. François Hollande apportera à André Bercoff des éléments chiffrés pour la rédaction du livre, et se verra confier, par le journaliste la promotion du livre : se faisant passer pour Caton, le faux dirigeant de la droite[source insuffisante], François Hollande accorde alors plusieurs entretiens téléphoniques et radiodiffusés[source insuffisante]. La même année, il échoue aux élections municipales, mais devient conseiller municipal d'Ussel (en Corrèze).

#### Premier mandat de député de la Corrèze
Claude Allègre l'enrôle dans l'équipe d'« experts » dont s'entoure Lionel Jospin après la défaite du Parti socialiste aux élections législatives de 1986. Aux élections législatives de 1988, qui font suite à la réélection de François Mitterrand, il se présente une nouvelle fois en Corrèze, mais change de circonscription. Avec près de 53 % des suffrages exprimés, il est élu député dans la première circonscription de la Corrèze. À l'Assemblée nationale, il devient secrétaire de la Commission des Finances et du Plan et rapporteur du budget de la Défense[réf. nécessaire].
En 1985, il publie, aux côtés de Jean-Pierre Jouyet, Michel Sapin, Jean-Michel Gaillard et Jean-Pierre Mignard et sous le pseudonyme de Jean-François Trans (pour transcourants), un livre intitulé La Gauche bouge, qui appelle à la fondation d'un parti démocrate à l'américaine sur les bases d'un « consensus stratégique entre [le PS] et les courants démocratiques du pays, au-delà du clivage gauche-droite »,. Les auteurs se présentent comme des « libéraux de gauche » et dénoncent les « rhumatismes de la vieille gauche ». En 1985-1986, il vante la « modernisation de nos marchés financiers » et juge incontestée la nécessité « de transférer une part des charges de l’entreprise sur les ménages, afin de favoriser l’investissement », et de davantage « de flexibilité ». Dans le même temps, il donne un cours d'économie à l'Institut d'études politiques de Paris en tandem avec Pierre Moscovici, enseignant d'après Ariane Chemin, « la désinflation compétitive, les vertus de l'ouverture des marchés et les bienfaits du réalisme économique ». En 1991, il souligne cependant que l'économie de l'offre a perdu « une large part de son lustre ».
En 1993, il perd son mandat de député en étant battu par Raymond-Max Aubert (RPR) ; il reconnaîtra avoir délaissé ses électeurs pour ses activités nationales.
Président du Conseil national consultatif des personnes handicapées en décembre 1992, il devient secrétaire national du Parti socialiste chargé des questions économiques en novembre 1994. Il prend la présidence Club Témoin, lancé par Jacques Delors, une fonction qu’il assure jusqu'en 1997.
Alors que Delors semble le candidat naturel du PS, le premier secrétaire Henri Emmanuelli l'intègre à la direction nationale du parti. Après la renonciation de Jacques Delors, dont il soutenait la candidature à l'élection présidentielle de 1995, il se rapproche de Lionel Jospin, qui fait de lui un des porte-parole de sa campagne présidentielle. Après sa défaite face à Jacques Chirac, Lionel Jospin nomme François Hollande, en octobre 1995, porte-parole du PS. Selon Serge Raffy, le premier secrétaire du PS cherche alors un homme qui « apaise, apporte sérénité et concorde » pour sortir des conflits suscités par la succession de François Mitterrand.
En 1996, François Hollande participe au programme Young Leaders organisé par la French-American Foundation, une fondation franco-américaine fondée en 1976 sous l'égide des présidents Valéry Giscard d'Estaing et Gerald Ford dans le but de « renforcer les liens entre les deux pays en encourageant la rencontre et l’échange entre futurs leaders français et américains »[source insuffisante].

### Élu local (1998-2012)
En 1989, François Hollande quitte la ville d'Ussel, où il est conseiller municipal d'opposition depuis six ans, pour se présenter à Tulle. Il devient adjoint au maire de Tulle, le communiste Jean Combasteil. Il est président de la communauté de communes Tulle et Cœur de Corrèze de 1993 à 1995, année où Raymond-Max Aubert devient le maire de Tulle.
Il est conseiller régional du Limousin en mars 1992 et de mars 1998 à avril 2001. Il est tête de liste départementale pour la liste socialiste en Corrèze lors des scrutins de 1992 et 1998.

#### Élection comme maire de Tulle
En 2001, il est élu maire de Tulle par le nouveau conseil municipal, la liste qu'il conduisait l'ayant emporté avec 53,1 % des voix au premier tour des élections municipales. À ce poste, il lance notamment une politique municipale du sport qui a permis l'amélioration des équipements sportifs existants et la création d'équipements nouveaux : ainsi, la réhabilitation en 2002 d'infrastructures de la ville tels que le gymnase Victor-Hugo ou la plaine de jeux, l'ouverture d'un centre aquarécréatif et d'un boulodrome couvert en 2003, la création d'un skatepark en octobre 2002 et la réhabilitation du Centre culturel et sportif l'année suivante illustrent la volonté de la nouvelle municipalité de promouvoir l'activité sportive.
La liste qu'il conduit l'emporte à l'élection municipale de 2008 à Tulle, avec 72,2 % des suffrages exprimés au premier tour. En application de la loi sur le non-cumul des mandats, il démissionne de son mandat de conseiller municipal de Tulle, l'un de ses proches, Bernard Combes, lui succédant en tant que maire, une fonction que Bernard Combes conservera par la suite.

#### Conseiller général de la Corrèze
Dans le même temps, il est élu conseiller général de la Corrèze dans le canton de Vigeois, le 10 mars 2008, avec 54,8 % des suffrages exprimés au premier tour, face au candidat UMP et maire de Vigeois, Albert Chassaing. Il succède, le 20 mars suivant, à Jean-Pierre Dupont à la présidence du conseil général de la Corrèze, détenue par la droite depuis 1970. À ce poste, il lance notamment l'opération « ordicollège » (financement d'ordinateurs portables pour tous les élèves et enseignants de la 5e à la 3e à partir de 2008 ; ce dispositif évolue en 2010, avec des IPad fournis aux élèves entrants en 6e). Sa gestion des finances du département, entre 2008 et 2012, est parfois critiquée par ses opposants,. En réponse à cette accusation, la porte-parole de campagne de François Hollande, Delphine Batho, souligne que la droite, qui était à la tête du département entre 2001 et 2008, aurait cumulé une dette de 300 millions d'euros,.

### Premier secrétaire du Parti socialiste (1997-2008)

#### Victoire de la gauche aux élections législatives puis européennes

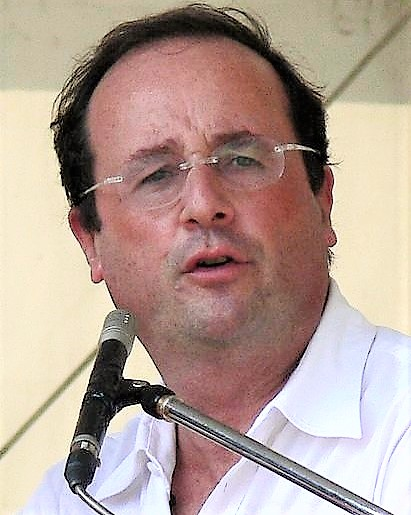
François Hollande en 2005.

Après la victoire de la gauche plurielle aux élections législatives de 1997, François Hollande retrouve son siège de député (avec 54,52 % des suffrages exprimés au deuxième tour face à Raymond-Max Aubert), et Lionel Jospin est nommé Premier ministre. Ce dernier le choisit pour lui succéder au poste de premier secrétaire du parti, en novembre 1997. Il est élu contre Jean-Luc Mélenchon lors du congrès de Brest. À ce poste, il conseille notamment à Lionel Jospin de ne pas réformer le système de retraites avant l'échéance présidentielle de 2002.
Lors des élections européennes de 1999, François Hollande mène la liste PS/PRG/MDC, qui arrive en tête avec 21,95 % des suffrages devant la liste RPF menée par Charles Pasqua et Philippe de Villiers (13,05 %) et la liste RPR/DL menée par Nicolas Sarkozy (12,82 %). Il siège au Parlement européen jusqu'au 17 décembre 1999, date à laquelle il renonce à son mandat,. Il devient cette même année vice-président de l'Internationale socialiste.

#### Réélection comme député et restructuration du parti
Après le retrait de Lionel Jospin de la vie politique à la suite de son échec à l'élection présidentielle le 21 avril 2002, François Hollande est réélu député le 16 juin 2002, avec 52,92 % des suffrages exprimés au second tour.
Philippe Marlière relève que lors du congrès de Dijon de 2003, « François Hollande théorisa la notion de « réformisme de gauche », une timide ouverture vers une « blairisation doctrinale » : dire ce que l’on fait et faire ce que l’on dit ». Réélu avec 61,5 % des voix, il est « assis sur une alliance avec les barons socialistes des « Bouches-du-Nord » (en jargon socialiste, la contraction de Bouches-du-Rhône et du Nord-Pas-de-Calais, les trois plus grosses fédérations qui ont longtemps représenté à elles seules un tiers des militants du PS) qui le rend indéboulonnable ».
Lors de la campagne des élections régionales et cantonales de 2004, il fait un tour de France des régions alors que, des personnalités socialistes de premier plan, seule Ségolène Royal s'est engagée dans la course pour une présidence de région (Poitou-Charentes). Le Parti socialiste remporte 24 des 26 régions françaises et les deux tiers des cantons renouvelables (51 des 100 départements ont ainsi un président de gauche), à un moment où la popularité du 2e gouvernement Raffarin est au plus bas. En juin suivant, le PS obtient 28,9 % des suffrages aux élections européennes, un record pour ce scrutin.
Toujours en 2004, il prend position pour le « oui » à la Constitution européenne et s'oppose ainsi au numéro deux du parti, Laurent Fabius. Contrairement à ce qu'il avait promis à ce dernier, il décide d'organiser un référendum interne au PS sur la question : le 1er décembre, les militants votent « oui » à 59 %. Il remplace alors plusieurs des partisans du « non » au secrétariat national par des promoteurs du « oui », dont un certain nombre de ministres de Lionel Jospin : Martine Aubry, Dominique Strauss-Kahn, Jack Lang, etc. Il sort finalement affaibli du référendum du 29 mai 2005, qu'il avait souhaité « pour rassembler le parti derrière lui et marginaliser ses rivaux directs (Laurent Fabius et Lionel Jospin) » ; en effet, une majorité de Français et de sympathisants socialistes votent « non ». Le PS est, dès lors, vu par les médias comme durablement divisé entre partisans du « oui » et partisans du « non », emmenés par Laurent Fabius, à qui François Hollande retire son poste de numéro deux du parti. Philippe Marlière estime qu'en « voulant créer le vide autour de lui par le biais d’un vote au parfum plébiscitaire » et en « bouscula[nt] volontairement les équilibres internes de ce parti qui, depuis Épinay, avaient reposé sur la synthèse des sensibilités diverses », il « renforça encore davantage la nature présidentialiste du PS ». La victoire du « non » compromet ainsi son ambition de se présenter à l'élection présidentielle de 2007.
Au congrès du Mans de 2005, la motion dont il est le premier signataire (aux côtés de Martine Aubry, Jack Lang, Dominique Strauss-Kahn, Ségolène Royal, Julien Dray et Bertrand Delanoë) obtient 53,6 % des suffrages exprimés lors du vote des militants, une majorité moins confortable que celles obtenues précédemment (84 % en 1997, 73 % en 2000, 61 % en 2003). Voulant mettre fin à un an de discussions et de querelles, François Hollande choisit de proposer une synthèse aux courants minoritaires, qui l'acceptent. Le 24 novembre 2005, seul candidat, il est réélu premier secrétaire du PS, avec 76,96 %. Il est alors considéré par ses détracteurs comme l'homme de la « synthèse molle », « fuyant l'affrontement pour au final ne rien décider »,.
Il se rend en juin 2006 à l’ambassade des États-Unis en France avec Pierre Moscovici afin d'y regretter la « vigueur » de l’opposition du président Jacques Chirac à l’invasion de l’Irak.

#### Tensions avec Ségolène Royal au sein du PS
En 2006, devant la montée des intentions de vote en faveur de sa compagne Ségolène Royal, il renonce à se présenter à l'élection présidentielle de 2007, pour laquelle il a contribué à l'élaboration du programme socialiste. Après avoir gagné la primaire organisée par le PS, Ségolène Royal est finalement battue par Nicolas Sarkozy au second tour de l'élection présidentielle. L'annonce de leur rupture par Ségolène Royal, le soir du second tour des élections législatives de 2007, est, pour Raphaëlle Bacqué et Ariane Chemin, une manière pour cette dernière d'afficher son indépendance et de se positionner pour prendre la tête du PS : « C'est donc à la fois l'histoire d'un conflit conjugal et d'une rupture et l'histoire d'une compétition politique dans laquelle Ségolène Royal cherche à sortir vainqueur ». Les deux journalistes indiquent que des « conflits graves » les ont opposés dès fin 2005, poussant leurs proches à « choisir politiquement leur camp ». Ces tensions expliquent en partie le soutien réservé du PS à Ségolène Royal durant la campagne et des déclarations de François Hollande mettant en difficulté sa compagne,.
Le 17 juin 2007, François Hollande est réélu député dans la première circonscription de la Corrèze au second tour, avec 60,25 % des suffrages exprimés. D'après un classement effectué en 2010 par lesinfos.com, conduit par Bernard de La Villardière, il occupe la 411e place des députés les plus actifs.
Le 26 novembre 2008, à la suite du congrès de Reims, Martine Aubry lui succède au poste de premier secrétaire du Parti socialiste. Il n'était pas candidat à sa propre succession, mais avait soutenu la candidature de Bertrand Delanoë.

### Élection présidentielle de 2012

#### Primaire socialiste

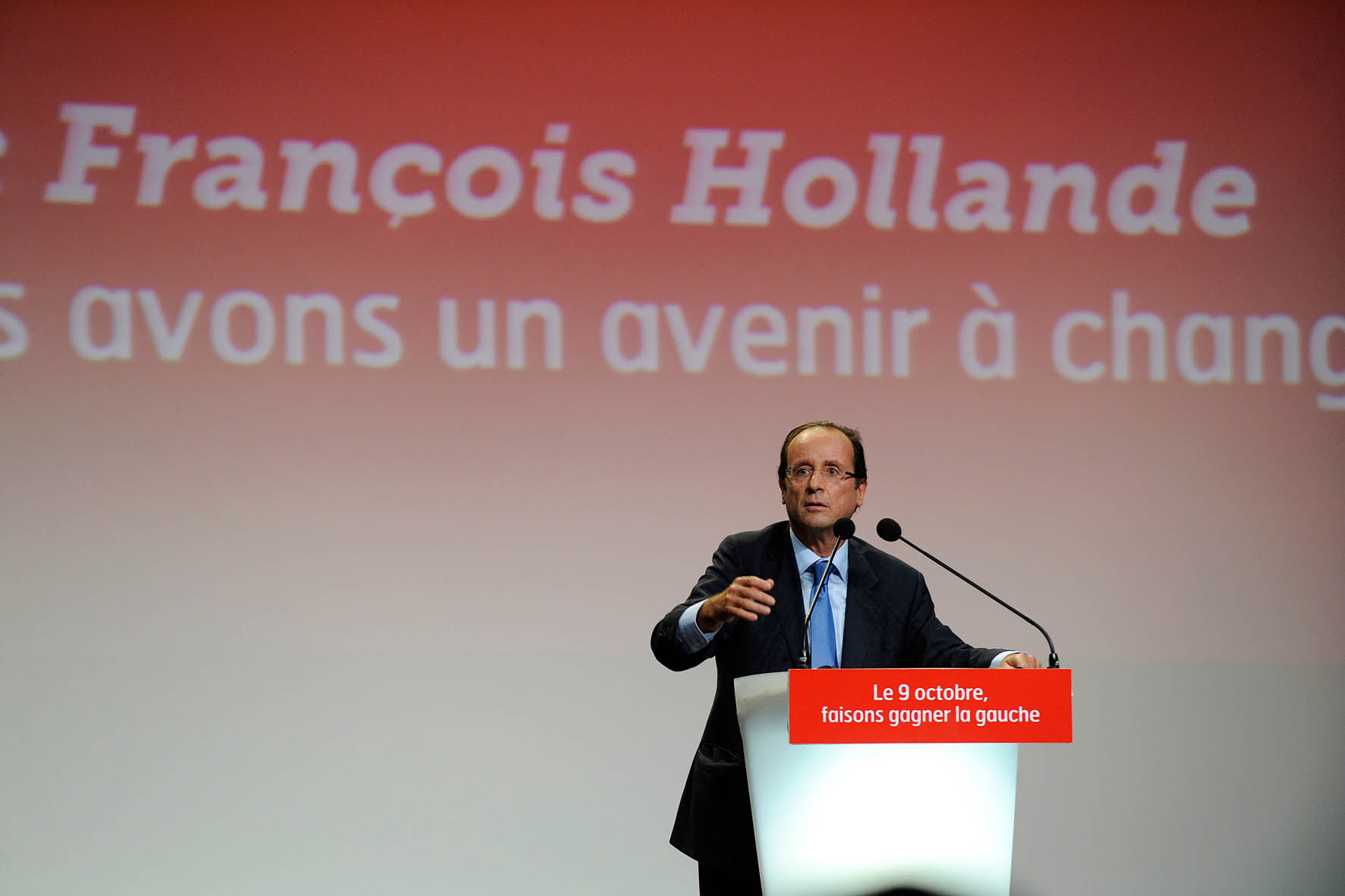
François Hollande en campagne pour la primaire socialiste de 2011.

Dans les mois qui suivent son départ de la direction du Parti socialiste, François Hollande lance les associations Répondre à gauche et Démocratie 2012. Il se déclare candidat à la primaire présidentielle socialiste de 2011 le 31 mars 2011. Apparaissant comme un rival de Dominique Strauss-Kahn, directeur général du FMI et favori des sondages, il fait part de sa volonté de devenir un « président normal »,. Il modifie également son image, notamment en faisant un régime alimentaire pour perdre du poids. Après l'empêchement de Dominique Strauss-Kahn, accusé d'agression sexuelle à New York, François Hollande devient le favori de la primaire. Après son entrée en campagne, Valérie Trierweiler s'est mise en retrait de son rôle de journaliste politique pour éviter les conflits d'intérêts et respecter la Jurisprudence Anne Sinclair.

Logotype utilisé par François Hollande dans le cadre de sa campagne présidentielle.

Durant sa campagne marquée par des formules assassines et des petites phrases, il est notamment critiqué pour son bilan à la tête du Parti socialiste et son absence d'expérience ministérielle, alors que tous les présidents de la Cinquième République ont siégé au gouvernement avant d'être élus à ce poste. En pleine crise de la dette dans la zone euro, il se prononce en faveur du retour du déficit public à 3 % du PIB en 2013 — après l'avoir dans un premier temps qualifié d'« illusion » — et propose une loi organique sur la réduction des déficits,,. Il appelle par ailleurs à « une réforme fiscale ample consistant à imposer le même barème à tous les revenus, ceux du travail comme ceux du capital ». Plusieurs de ses propositions font l'objet de critiques aussi bien à droite que de la part de sa principale concurrente, Martine Aubry (contrat de génération, abandon de la règle du non-remplacement d'un fonctionnaire sur deux partant à la retraite et création de 60 000 postes dans l'Éducation nationale, etc.),,.

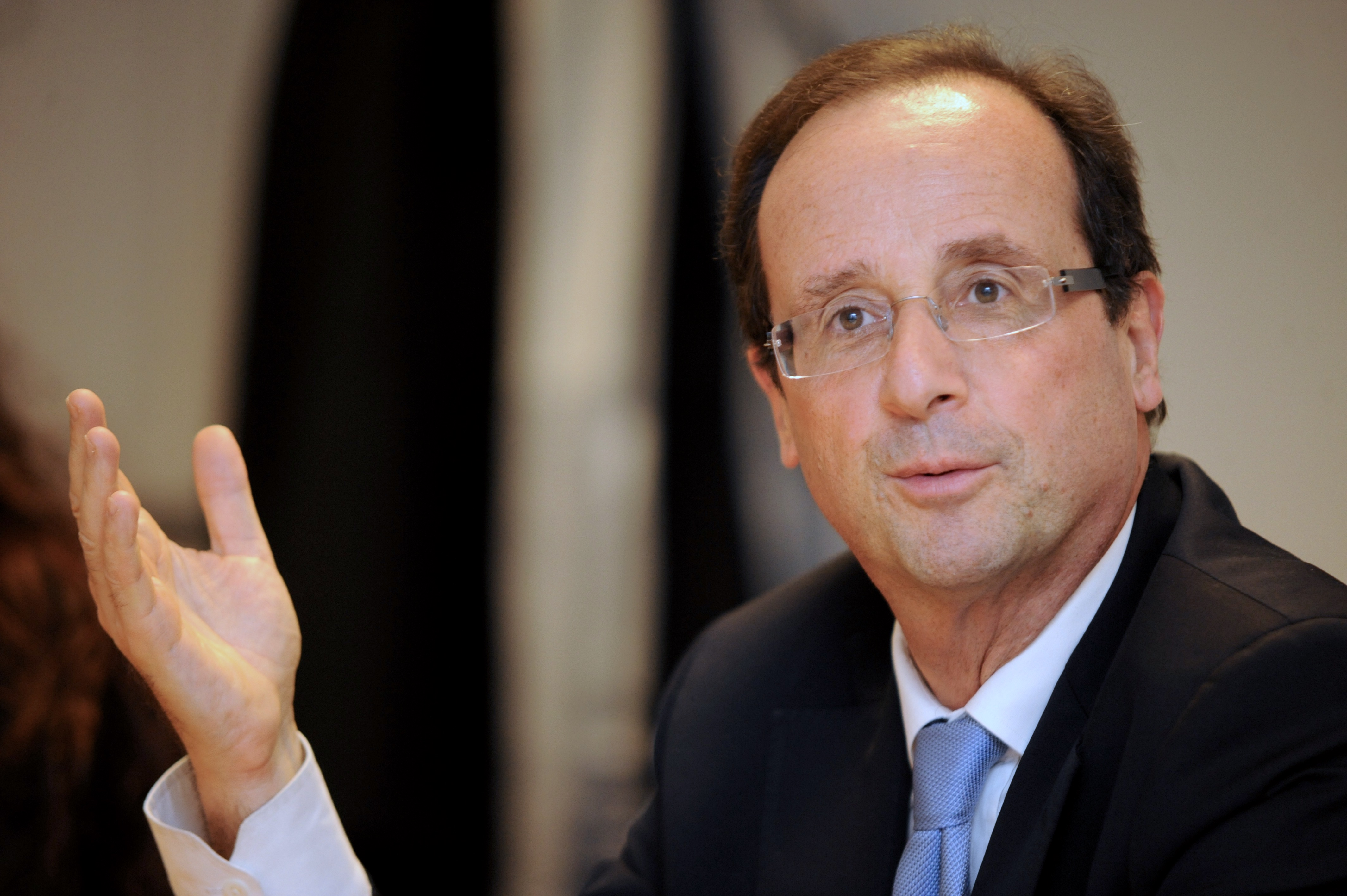
François Hollande, le 15 mars 2011 à Paris.

Le 9 octobre 2011, François Hollande arrive en tête de la primaire avec 39,2 % des voix. Entre les deux tours, les quatre candidats éliminés au premier tour, Manuel Valls, Jean-Michel Baylet, Ségolène Royal et Arnaud Montebourg, lui apportent leur soutien. Le 16 octobre 2011, il l'emporte avec 56,6 % des suffrages, devenant ainsi le candidat du Parti socialiste et du Parti radical de gauche à l'élection présidentielle de 2012. Lors du discours consécutif à sa désignation, il déclare : « C'est le rêve français que je veux réenchanter, celui qui a permis à des générations, durant toute la République, de croire à l'égalité et au progrès ».

#### Organisation de la campagne

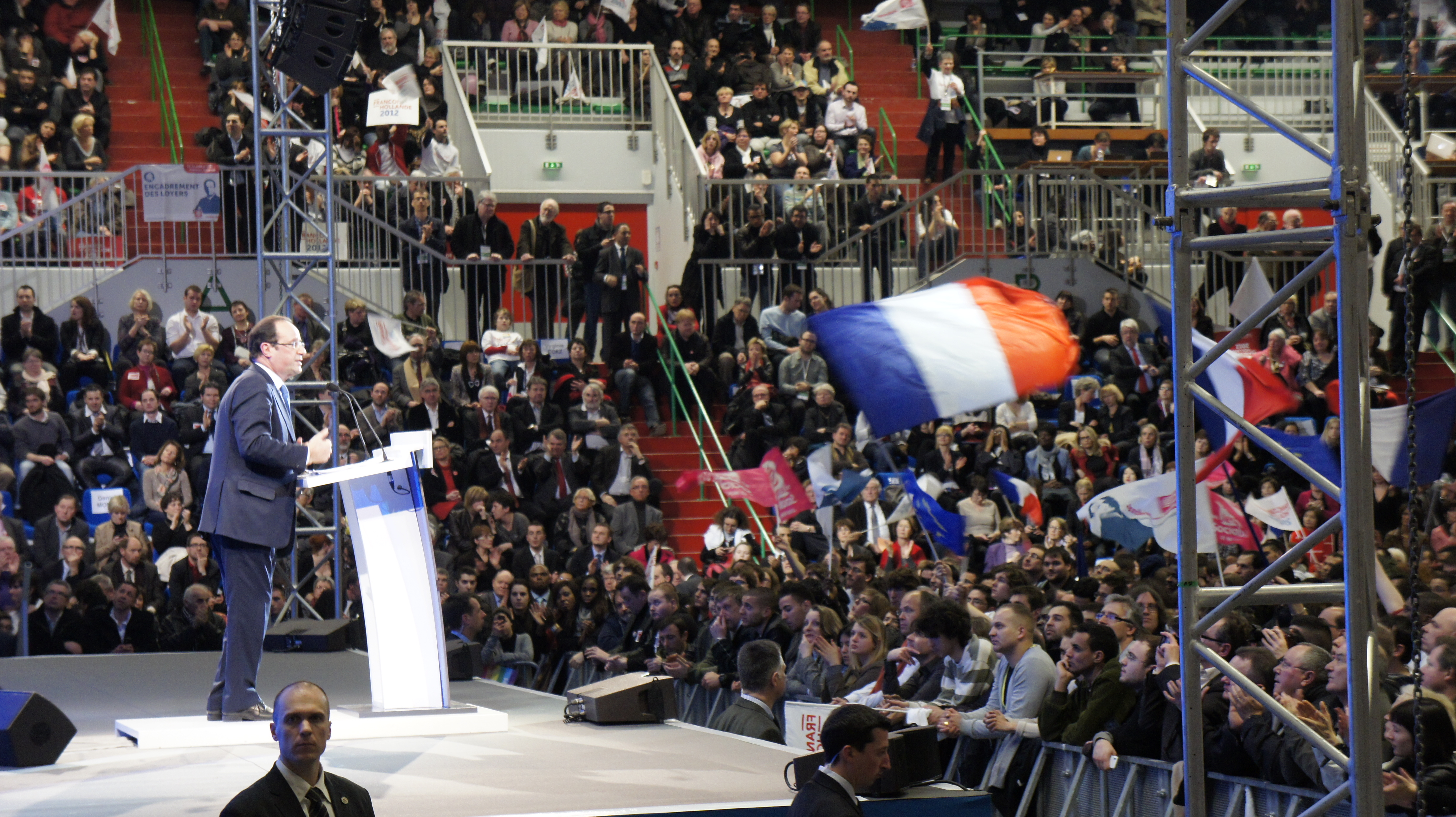
Réunion publique du candidat François Hollande à Reims (8 mars 2012).

Sa campagne présidentielle est organisée par Pierre Moscovici et Stéphane Le Foll. Ses débuts sont marqués par les difficultés entourant l'élaboration de l'accord programmatique et électoral entre le Parti socialiste et Europe Écologie Les Verts, notamment en ce qui concerne une éventuelle sortie du nucléaire,. Il est en outre accusé de manquer d'autorité et de cultiver l'ambiguïté de son programme,.

#### Thèmes et programme

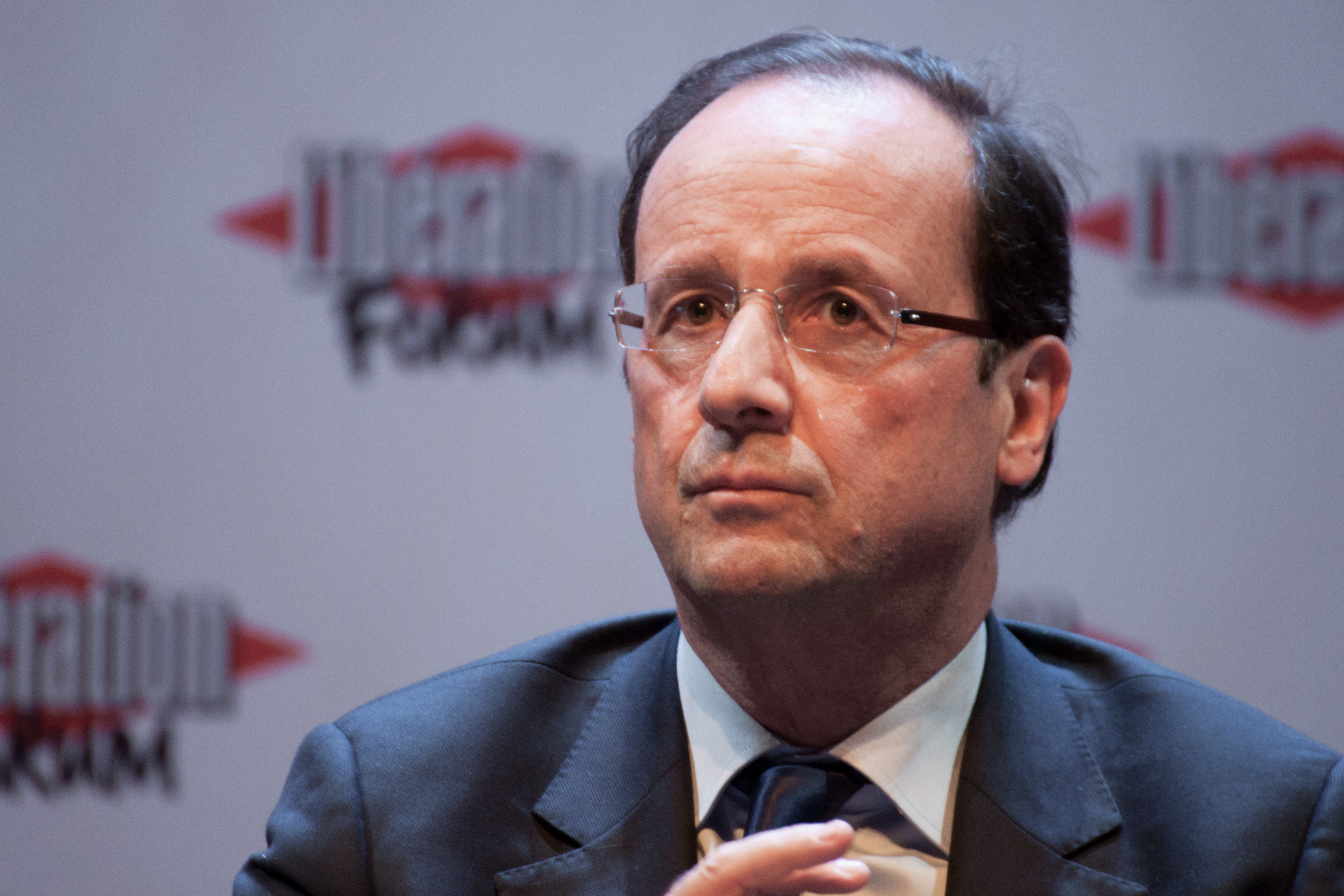
François Hollande en janvier 2012.

Le 26 janvier 2012, il présente ses 60 engagements de campagne, qui prévoient notamment la séparation des activités de crédit et d'investissement des banques, la fusion de l'impôt sur le revenu et de la CSG, le plafonnement des niches fiscales, la construction de 500 000 logements par an (dont 150 000 sociaux), le recrutement de 60 000 professeurs supplémentaires, la mise en place d'un contrat de génération (qui permettrait à un salarié expérimenté d'être le tuteur d'un jeune embauché en contrepartie d'exonérations de cotisations sociales), la création de 150 000 emplois aidés, le lancement d'une banque publique d'investissement, la réduction de 75 à 50 % de la part du nucléaire dans la production électrique d'ici 2025 et le retrait des troupes françaises d'Afghanistan avant la fin de l'année 2012. En tablant sur une croissance de 2,5 % pendant le quinquennat, il évalue le coût total de ses promesses à 20 milliards d'euros et les hausses d'impôts nécessaires à 29 milliards d'euros,. Par la suite, dans un contexte d'augmentation des intentions de vote en faveur du candidat de gauche radicale Jean-Luc Mélenchon, il promet d'instaurer un taux d'imposition de 75 % pour la part des revenus des ménages dépassant un million d'euros par an,.

#### Victoire face à Nicolas Sarkozy
Lors du premier tour de scrutin, avec 28,6 % des voix, François Hollande arrive devant le président de la République sortant, Nicolas Sarkozy (27,2 %). Entre les deux tours, il bénéficie du ralliement de Jean-Luc Mélenchon et d'Eva Joly ; le centriste François Bayrou surprend en annonçant qu'il votera pour François Hollande « à titre personnel »,,. La CGT et le Syndicat de la magistrature appellent également à voter en sa faveur. Après un débat télévisé marqué par son anaphore « Moi président de la République », François Hollande est élu au second tour avec 51,64 % des suffrages exprimés. Alors que les sondages donnaient François Hollande victorieux avec une avance de cinq à sept points sur son adversaire, il s'agit de la deuxième élection présidentielle la plus serrée de l'histoire de la Cinquième République, après celle de 1974.

### Président de la République (2012-2017)

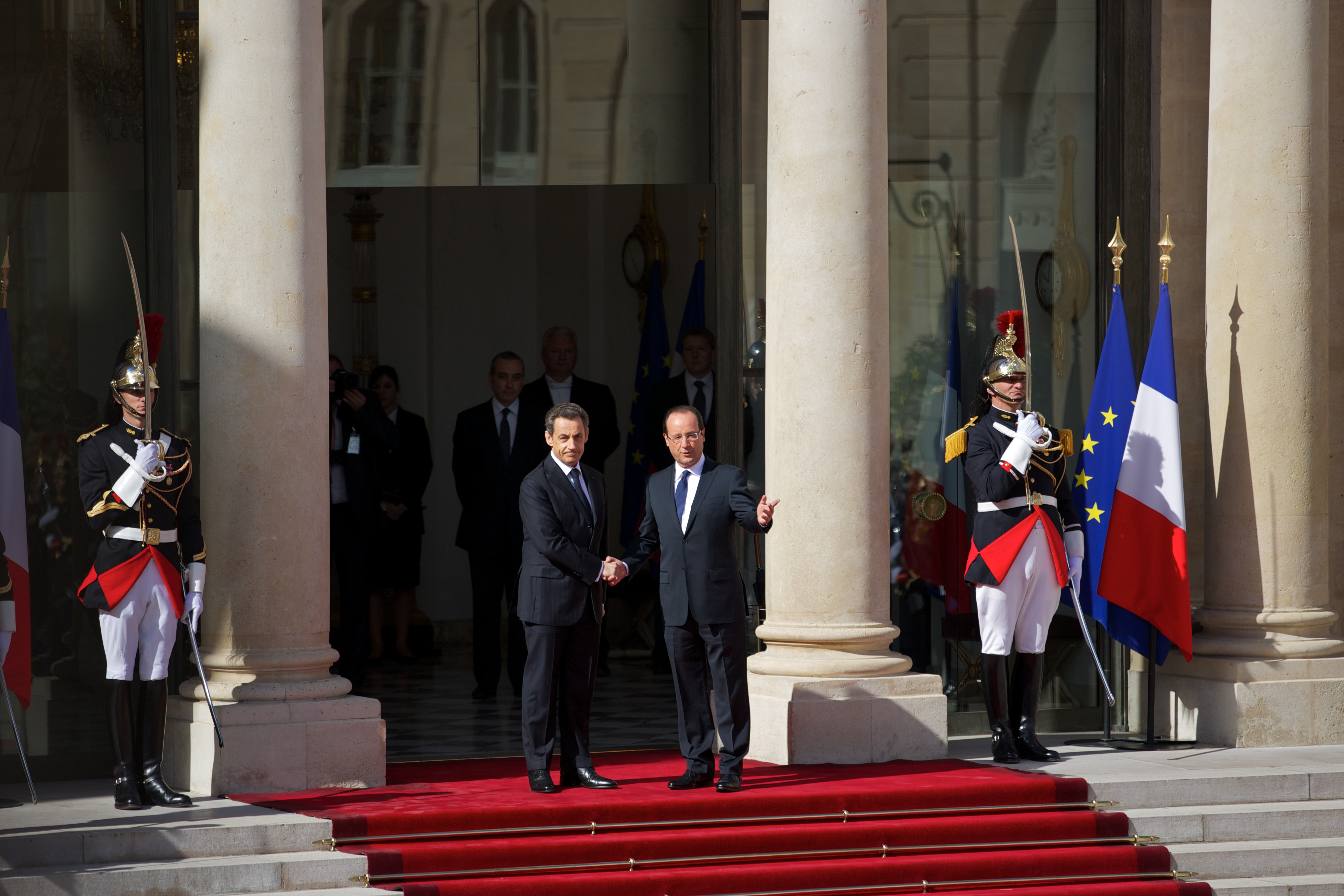
Nicolas Sarkozy et François Hollande lors de la passation de pouvoirs, le 15 mai 2012 au palais de l'Élysée.

#### Passation de pouvoirs
François Hollande participe aux commémorations de la fin de la Seconde Guerre mondiale le 8 mai 2012, aux côtés de Nicolas Sarkozy, à la suite de l'invitation de ce dernier. Le 10 mai, le Conseil constitutionnel proclame les résultats officiels de l'élection présidentielle. La passation des pouvoirs a lieu le 15 mai 2012. François Hollande devient alors le 24e président de la République française et le 7e président de la Ve République, ainsi que le 67e coprince français d'Andorre. Il est par ailleurs le troisième président socialiste après Vincent Auriol et François Mitterrand. Le même jour, il rend hommage à Jules Ferry et Marie Curie devant leur monument respectif et assiste à la réception rituelle à l'hôtel de ville de Paris.
François Hollande nomme alors Jean-Marc Ayrault comme Premier ministre. Le lendemain, celui-ci constitue un gouvernement de trente-quatre ministres (dix-sept hommes et dix-sept femmes). C'est le premier gouvernement dans l'histoire de France à respecter une stricte parité. Lors du premier conseil des ministres, le 17 mai 2012, François Hollande, Jean-Marc Ayrault ainsi que l'ensemble des ministres, baissent leurs salaires de 30 %, en réponse aux promesses faites durant la campagne présidentielle. De même, ils signent une « charte de déontologie », qui leur interdit le cumul des mandats. Ils promettent également de « se garder de tout conflit d'intérêts ».
Afin de mettre en œuvre sa politique, il bénéficie du soutien de la gauche, qui est majoritaire à l'Assemblée nationale, au Sénat, dans les régions, dans les conseils généraux et dans la plupart des communes.

#### Politique économique et sociale
Il tente d'abord de rééquilibrer les comptes publics "sans casser l’économie et sans "désespérer Billancourt",,,, expression qui revient alors souvent, même un peu avant son élection, au sens de ne pas aller trop à droite ni décontenancer ou oublier "ceux qui vous ont porté au pouvoir",, affirmant qu'il veut "retrouver la croissance", mais cet objectif se heurte à la baisse du pouvoir d’achat et aux fermetures d'usine comme à Florange.

##### Baisse du pouvoir d’achat
La politique fiscale de François Hollande conduit à une baisse de pouvoir d'achat et à un « ras-le-bol fiscal » au sein de la population française,,,,,. En dépit des promesses de campagne de François Hollande, les classes moyennes sont fortement touchées par l'augmentation de la fiscalité,. Ainsi, 840 000 foyers deviennent imposables en 2013 dans le cadre de l'impôt sur le revenu. La TVA intermédiaire augmente de 7 à 10 %. Avec le mouvement des Bonnets rouges, qui a lieu en 2013 dans des régions traditionnellement socialistes, l'écotaxe est abandonnée.

##### Problématiques liées au chômage

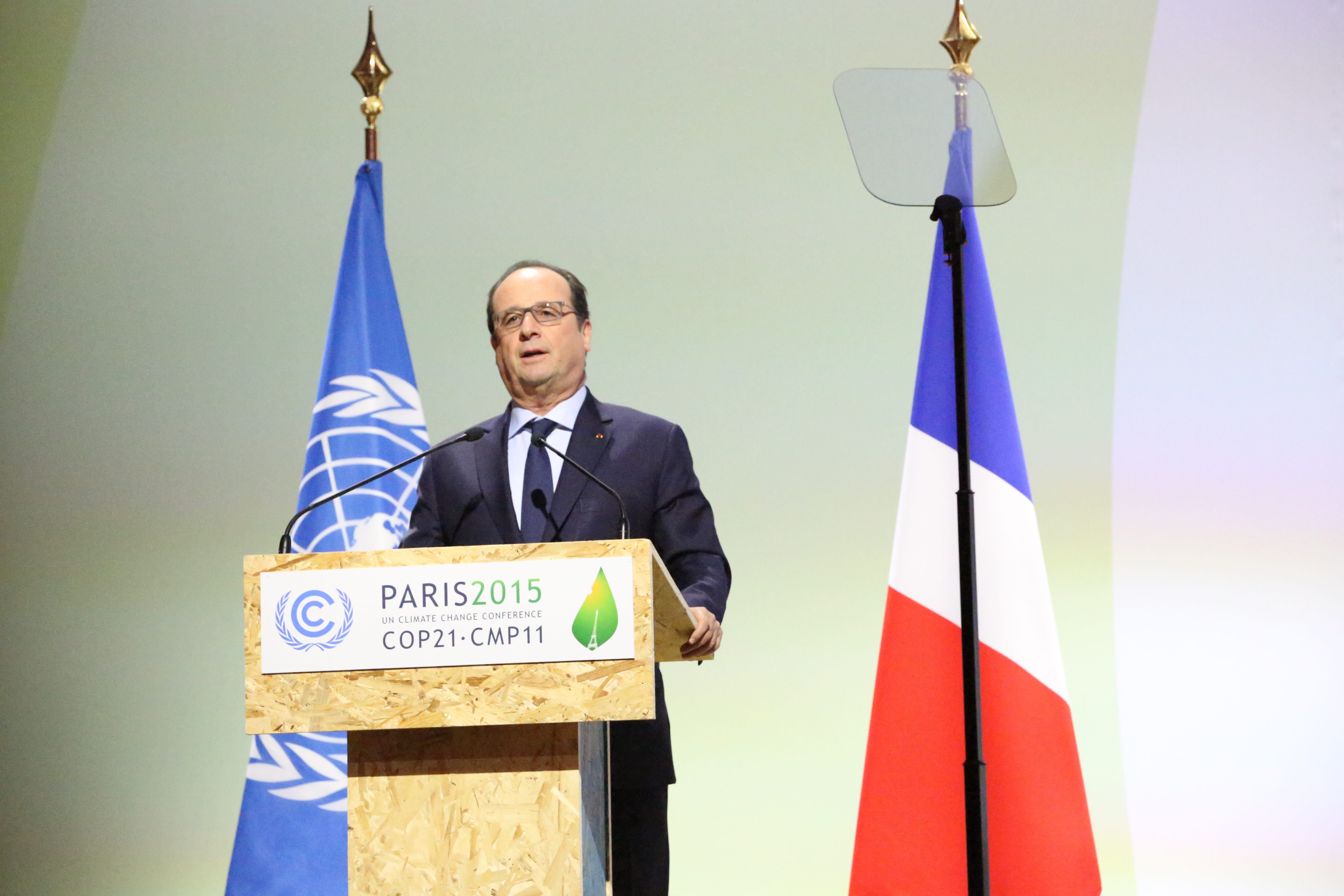
François Hollande à la conférence de Paris de 2015 sur les changements climatiques.

En septembre 2012, il promet d'« inverser la courbe du chômage » d'ici à la fin 2013,. Mais le nombre de chômeurs (catégories A, B, C) augmente de 1 095 000 sur quatre ans,,,. En fin de mandat, le chômage baisse légèrement (- 68 000 chômeurs de catégorie A sur l'année 2016).

##### Échec à taxer les grandes fortunes
Fin 2012, sa promesse de taxer à 75 % les revenus dépassant un million d'euros par personne est censurée par le Conseil constitutionnel pour motif de non-respect du principe du quotient familial (« méconnaissance de l'égalité devant les charges publiques »),. La taxe est au cœur de vastes débats médiatiques, avivés par l'expatriation fiscale de personnalités comme Gérard Depardieu ou Bernard Arnault,. Le ministre belge des Affaires étrangères, Didier Reynders, invite alors Paris à s'interroger sur sa politique fiscale. Le gouvernement annonce finalement la suppression au 1er février 2015 de cette taxe, qui aurait au total rapporté 420 millions d’euros et réduit l'attractivité économique de la France,.

##### Débats sur sa politique économique
Le début de l'année 2014 est analysé par la majorité des commentateurs et politiques comme un réel « virage social-libéral » dans la politique économique de François Hollande. Après avoir fait voter la hausse du taux normal de TVA de 19,6 % à 20 % — contrairement à ses engagements de campagne —, François Hollande se prononce pour un allègement des cotisations patronales en échange de créations d'emplois. Cette proposition surprend au sein de la majorité et suscite les critiques des syndicats de salariés et de la gauche radicale, qui dénoncent une mesure en faveur du patronat. Cette orientation libérale est corroborée par la nomination d'Emmanuel Macron au ministère de l'Économie, en août 2014. Les orientations libérales durant le mandat et la déclaration du ministre Michel Sapin, voyant dans la finance une « amie », sont perçues comme une « volte-face » de l'exécutif,,.
En 2016, François Hollande se présente à la fois comme un socialiste et un social-démocrate non libéral, et dit admettre une politique de l'offre « dans certaines circonstances »,. Selon Laurent de Boissieu, « le social-libéralisme ne constitue […] pas une rupture doctrinale chez lui, mais plutôt un retour aux sources. Même s'il les avait mises entre parenthèses lorsqu'il était premier secrétaire du PS (de 1997 à 2008) puis durant la campagne présidentielle de 2012, il s'agit en effet des convictions profondes de cet ancien proche de Jacques Delors ».
C'est durant son meeting emblématique du Bourget de 2012, près de Paris, que François Hollande fit une déclaration qui fut régulièrement reprise par les commentateurs :

« mon véritable adversaire […] n'a pas de nom, pas de visage, et pourtant, il gouverne […] c'est le monde de la finance »

 Cette « philippique » contre l'argent fut souvent comparée à celle de François Mitterrand au congrès d'Épinay,,. A posteriori, le documentariste Jean-Michel Djian estime que « cette phrase sera son boulet ».
Particulièrement soutenue par Manuel Valls et Emmanuel Macron, la ministre du Travail Myriam El Khomri porte en 2016 la « loi travail », qui vise à réformer le code du travail. Ce projet bénéficie du soutien des syndicats d'employeurs, mais suscite des manifestations importantes durant le printemps 2016. Face à la contestation d'une partie de la gauche, de certaines organisations étudiantes et de l'ensemble des syndicats de salariés, François Hollande revient sur une partie des propositions envisagées,. Il confie alors aux journalistes Gérard Davet et Fabrice Lhomme qu'il défend l'inversion de la hiérarchie des normes depuis 2011, mais sans être « précis pour ne pas heurter ». La réforme est adoptée au Parlement en août 2016.

##### Résultats
La fin du quinquennat est marquée par une détérioration des résultats économiques du pays. Le déficit commercial dépasse en 2016 les 48 milliards d'euros alors que l'Allemagne connaît la même année un excédent record de 252,6 milliards d'euros, le total des déficits cumulés du commerce extérieur durant ces cinq ans atteignant 281 milliards d'euros,,. Dans le même temps, les dépenses publiques continuent de progresser, en particulier du fait de la hausse de la masse salariale dans la fonction publique. En juin 2017, la Cour des comptes publie un audit jugé sévère pour la présidence François Hollande. La Cour chiffre à 3,2 % du PIB le déficit prévu pour 2017 alors que le gouvernement Cazeneuve avait prévu 2,8 %. Selon la juridiction financière, l'exécutif a volontairement publié des « prévisions insincères » en surestimant des recettes et en sous-budgétisant des dépenses pour un gain total de neuf milliards d'euros.

#### Sujets de société

##### Réformes sociales
Le début de son mandat est notamment marqué par la prolongation de la trêve hivernale pour l'hébergement des sans-abri, la revalorisation de 25 % de l'allocation de rentrée scolaire pour la rentrée 2012 et par un retour partiel à la retraite à 60 ans pour ceux qui ont commencé à travailler à 18 ou 19 ans. Le gouvernement doit faire face à un dégel des prix de gaz et accuse l'ancienne majorité d'avoir repoussé l'annonce de plusieurs plans sociaux à l'après-campagne présidentielle.
Le 18 juin 2012, après les élections législatives, à l'issue desquelles le Parti socialiste obtient seul une majorité absolue, Jean-Marc Ayrault lui remet, selon la tradition, la démission de son gouvernement ; François Hollande le charge alors de former un deuxième gouvernement. Quelques portefeuilles à la marge sont redistribués pour ménager les sensibilités, et deux ministères supplémentaires apparaissent.

##### Mariage homosexuel

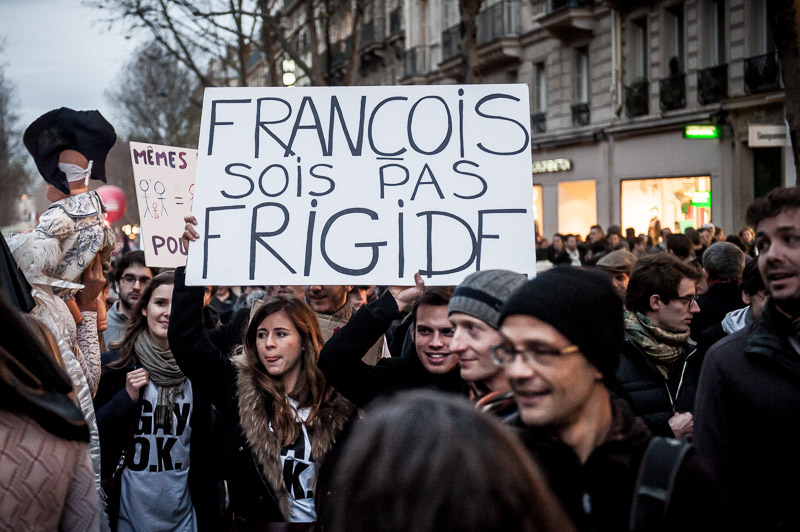
Manifestants reprochant à François Hollande ses réserves sur l'ouverture du mariage aux couples de personnes de même sexe.

Le 7 novembre 2012, le Parlement est saisi d'un projet de loi visant à légaliser le mariage et l'adoption pour les couples de même sexe, en vertu de l'« engagement 31 » des promesses de campagne de François Hollande, qui s'estime convaincu qu'il s'agit d'un « progrès pour l'égalité ». Il s'écoule un peu plus de six mois entre la présentation du projet en Conseil des ministres et la publication au Journal officiel, faisant de ce texte de loi l'un des plus longuement débattus au Parlement, avec cent dix heures de débat. L'adoption de ce texte fait de la France le 14e pays à autoriser le mariage homosexuel et constitue, selon l'agence de presse Reuters, l'une des réformes sociales les plus importantes depuis l'abolition de la peine de mort en 1981,.
Cette loi, qui connaît une opposition plus forte et plus longue que dans d'autres pays européens et qui fait encore l'objet d'une contestation dans les mois qui suivent son adoption, est définitivement adoptée le 23 avril 2013, puis validée par le Conseil constitutionnel et promulguée le 17 mai 2013. Pendant ce débat, des personnalités de droite hostiles au texte accusent François Hollande de diviser le pays et de ne pas rechercher la concertation, tandis qu'une partie de la gauche s'étonne de ses propos sur la « liberté de conscience » des maires qui refuseraient de célébrer des mariages entre personnes du même sexe, expression sur laquelle il revient finalement,,. Le 18 octobre 2013, le Conseil constitutionnel répond négativement à une question prioritaire de constitutionnalité demandant l'usage de la liberté de conscience pour les officiers d'état civil concernant le mariage.

#### Politique intérieure

##### Devoir de mémoire
Fin 2012, la majorité de gauche au Parlement adopte une proposition de loi très controversée consacrant le 19 mars 1962, jour du cessez-le-feu en Algérie, comme journée nationale du souvenir « des victimes civiles et militaires de la guerre d'Algérie ». Fait unique pour un chef de l'État français, François Hollande prévoit de participer aux commémorations du 19 mars 2016. Cette date est contestée par de nombreux historiens et anciens combattants ; François Mitterrand lui-même avait indiqué qui il fallait « choisir n'importe quelle date sauf le 19 mars ». Les associations de pieds-noirs et harkis plaidaient pour le 5 décembre, journée instaurée par Jacques Chirac en hommage aux morts pour la France, relevant le fait que les sept mois qui ont suivi le cessez-le-feu ont vu plus de morts (principalement pieds-noirs et harkis) que les six années précédentes ; pour Thierry Rolando, président national du Cercle algérianiste, François Hollande ne reconnaît « qu'une seule souffrance, celle des Algériens », et « jette un voile d'ombre sur les drames des harkis et des Français d'Algérie », notamment sur le massacre d'Oran, le plus sanglant du conflit.

##### Attentats islamistes

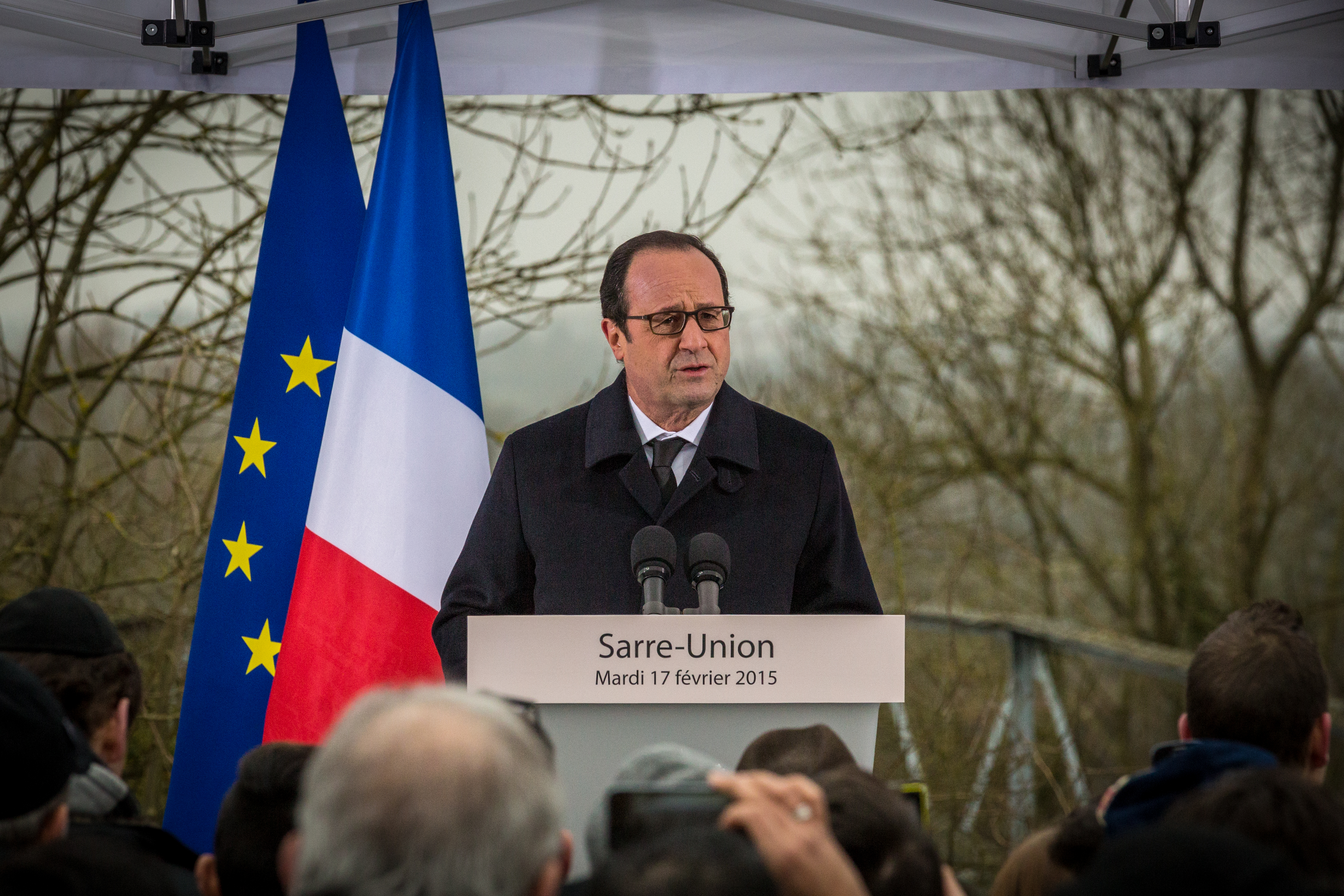
François Hollande s'exprimant après la profanation du cimetière juif de Sarre-Union (2015).

Entre 2015 et 2017, la France connaît une vague d'attentats inédite et particulièrement meurtrière.
À la suite de l'attentat contre Charlie Hebdo survenu le 8 janvier 2015, François Hollande décrète une journée de deuil national,. Au lendemain des attentats du 13 novembre 2015 ayant fait 130 morts, il convoque le Congrès. Le 16 novembre, il y annonce une révision de la Constitution en vue d'instituer un état intermédiaire permettant « la prise de mesures exceptionnelles pour une certaine durée sans recourir à l’état d’urgence et sans compromettre l’exercice des libertés publiques » et des moyens supplémentaires pour la police et la Justice justifiant que « le pacte de sécurité l'emporte sur le pacte de stabilité » budgétaire européen.
Après les attentats de novembre 2015, il propose d'étendre la déchéance de nationalité aux binationaux nés en France condamnés pour terrorisme. Des études d'opinion indiquent que cette proposition est massivement approuvée par l'opinion publique, en particulier à l'extrême droite et à droite. Mais elle soulève les interrogations d'une grande partie de la classe politique, qui estime qu'il s'agit d'une mesure inutile et visant à faire diversion. Elle suscite en particulier l'opposition de la ministre de la Justice, Christiane Taubira, qui quitte le gouvernement le 27 janvier 2016. De nombreux élus socialistes et écologistes s'opposent également à cette réforme constitutionnelle, de laquelle est finalement retirée la référence aux binationaux, ce qui provoque les critiques de la droite. Faute de majorité en raison de l'opposition d'une partie des parlementaires de la majorité mais également au sein de la droite, et en particulier de François Fillon et de ses proches, il renonce à son idée de convoquer le Congrès pour faire adopter le projet de révision constitutionnelle,. Les journalistes Gérard Davet et Fabrice Lhomme écrivent à ce propos : « François Hollande s'est clairement piégé lui-même avec la déchéance de nationalité, un bug qu’il faut attribuer à l’attentat du Bataclan, en partie, qui l'a profondément heurté. Il nous a dit ensuite qu’il pensait que la France était sur le point de basculer, et qu’il devait donner des gages à la droite ».
Lors de son allocution du 14 juillet 2016, François Hollande, jugeant suffisante la loi anti-terroriste du 3 juin 2016, annonce la levée de l'état d'urgence pour le 26 juillet, estimant que celui-ci « ne peut être prolongé éternellement ». L'état d'urgence avait précédemment été reconduit deux fois, contre l'avis d'une partie de la gauche. Mais dès le lendemain, après l'attentat de Nice, il annonce la prolongation pour plusieurs mois de l’état d’urgence. Le consensus national s'effrite alors, la gestion par l'exécutif de la sécurité en France faisant l'objet de critiques grandissantes.

#### Politique étrangère

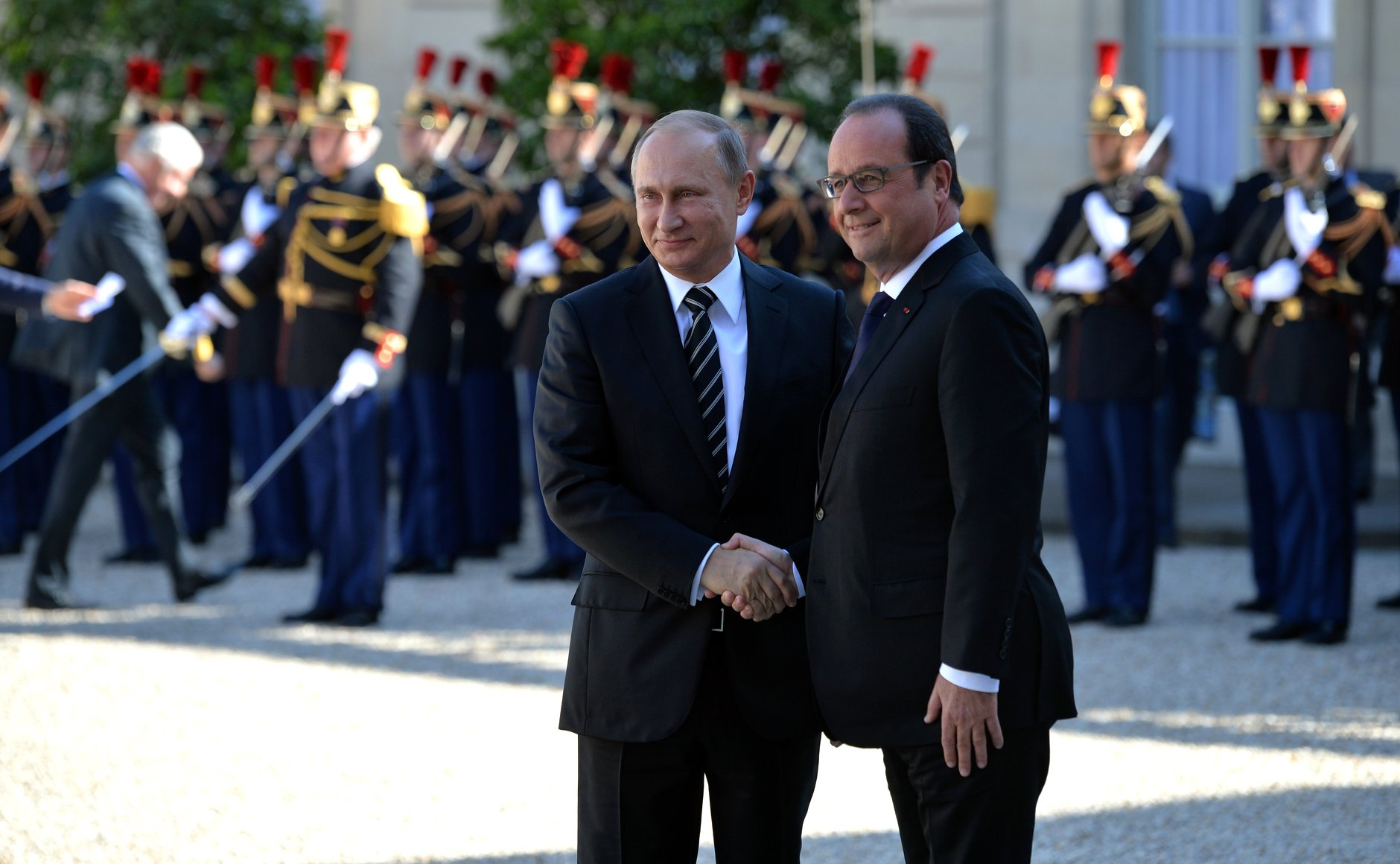
François Hollande avec Vladimir Poutine (palais de l'Élysée, 2 octobre 2015).

Le jour de son investiture, il effectue sa première visite à l'étranger en se rendant à Berlin pour rencontrer la chancelière allemande, Angela Merkel. Le 18 mai, il se rend à Washington pour un entretien bilatéral avec Barack Obama, le président des États-Unis. Les sujets évoqués sont notamment la situation économique de la zone euro et le retrait des forces combattantes françaises d'Afghanistan. François Hollande participe le lendemain au sommet du G8 à Camp David, puis il se rend au 25e sommet de l'OTAN à Chicago. Sa promesse de campagne sur le retrait de tous les militaires d'Afghanistan se limite aux « troupes combattantes », soit 2 000 soldats.
Dans la continuité de Nicolas Sarkozy, il poursuit la « dérive atlantiste » de la politique étrangère française,. Celle-ci est même décrite comme « plus atlantiste » que celle menée par la Maison-Blanche durant le mandat de Barack Obama se rapprochant paradoxalement de la politique interventionniste menée durant l’ère Bush.

##### Union européenne

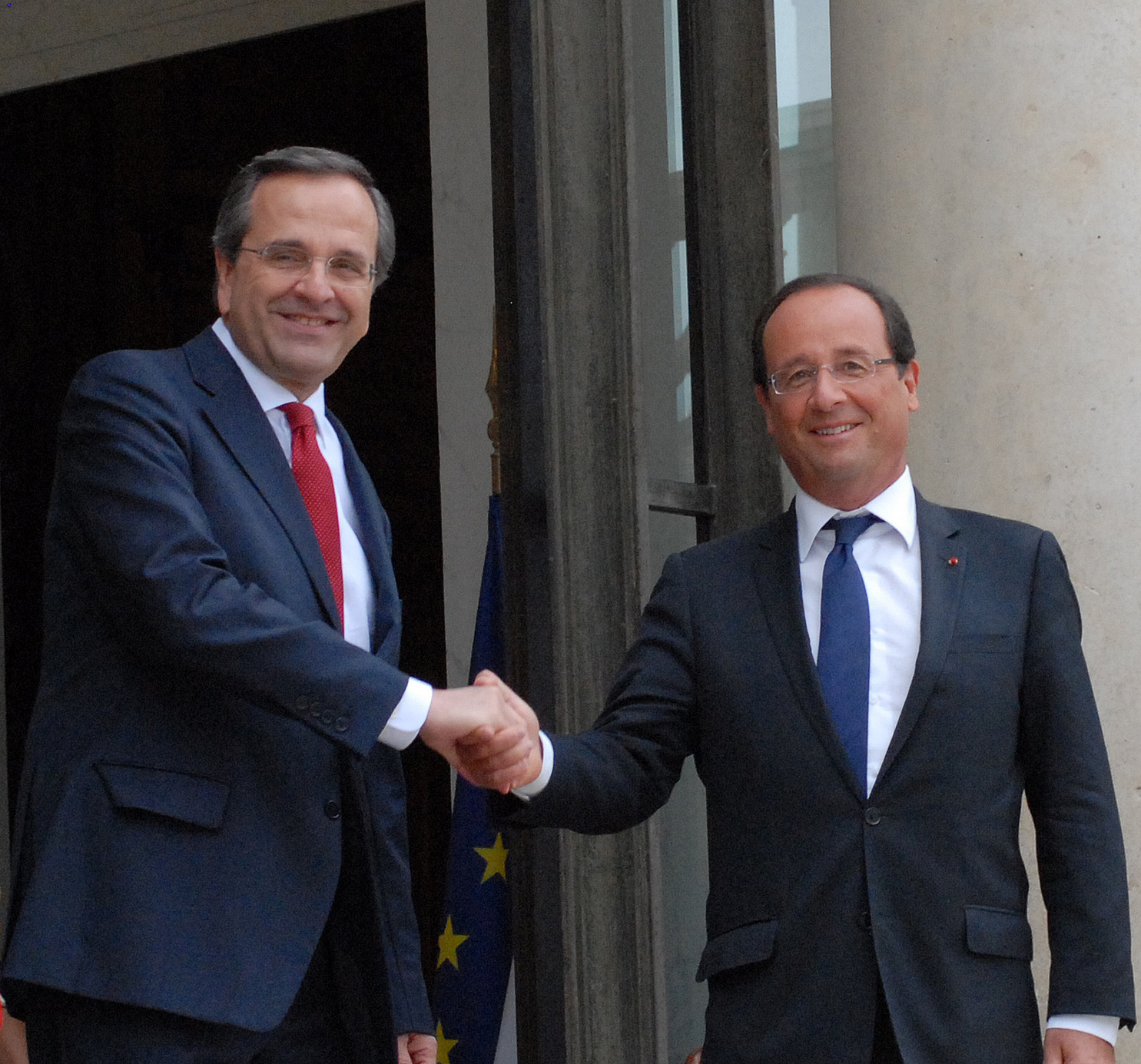
François Hollande et le Premier ministre de Grèce, Antónis Samarás, le 25 août 2012, au palais de l'Élysée.

Sur le plan européen, il se prononce pour la ratification du pacte budgétaire européen signé par Nicolas Sarkozy et renonce à transmettre à ses partenaires européens un mémorandum détaillé proposant un pacte de croissance dans le but de compléter le traité de stabilité et réorienter la construction européenne vers la croissance. Il obtient néanmoins la mise en place de quelques mesures de croissance en Europe, même si celles-ci sont considérées comme assez faibles.
Ses relations avec Angela Merkel sont si tendues que, dès octobre 2012, le Spiegel s'interroge sur la pérennité de l'alliance franco-allemande ; il note également que si son prédécesseur Nicolas Sarkozy pouvait également avoir des divergences avec la chancelière, ils parvenaient à se mettre d'accord sur une position commune avant un sommet européen, alors que les relations sont devenues bien plus conflictuelles avec François Hollande. Angela Merkel s’inquiète aussi que le PS français puisse soutenir le SPD allemand lors des élections allemandes de 2013 après qu'elle a pour sa part pris position pour Nicolas Sarkozy lors des élections françaises de 2012. La coopération franco-allemande s'améliore ensuite, avec la décision d'un plan commun pour l'emploi des jeunes officialisé après le sommet franco-allemand de mai 2013. François Hollande et Angela Merkel s'accordent sur un mécanisme de taxe sur les transactions financières, qu'ils cherchent à imposer aux autres pays européens avant les élections européennes de 2014.
Au cours de l'année 2015, il est fortement impliqué en soutien au gouvernement grec d'Aléxis Tsípras dans les négociations autour de crise de la dette publique grecque afin de maintenir ce pays dans la zone euro. Ce soutien renforce les dissensions au sein du couple franco-allemand. En octobre 2015, lors d'une visite officielle en Grèce, il est accueilli par Aléxis Tsípras — qui souligne l'importance de son rôle dans l'accord du 13 juillet —, et fait l'objet d'une ovation debout du Parlement grec ; il plaide pour une réflexion européenne sur le service de la dette grecque avec un rééchelonnement des intérêts.
Dans le cadre de la campagne sur le référendum sur l'appartenance du Royaume-Uni à l'Union européenne, il lance plusieurs avertissements au Royaume-Uni en cas de vote favorable à la sortie du pays de l'UE, notamment sur l'augmentation du nombre de migrants en provenance de Calais. Après le choix du Brexit, François Hollande change d'avis sur les délais de sortie de la Grande-Bretagne de l'Union européenne et ne parvient pas, avec Angela Merkel, à définir un nouveau projet pour l'Union,.

##### Conflit syrien

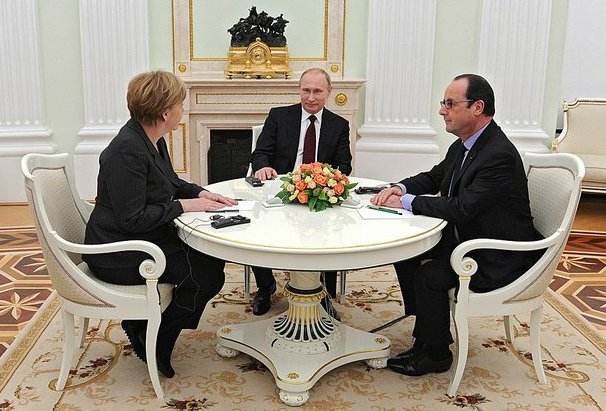
François Hollande avec le président de la fédération de Russie, Vladimir Poutine, et la chancelière fédérale d'Allemagne, Angela Merkel, le 6 février 2015.

Dans le cadre de la guerre civile syrienne, François Hollande demande le départ de Bachar el-Assad et la constitution d'un gouvernement de transition, ainsi qu'une intervention du Conseil de sécurité de l'ONU (au sein duquel la Russie et la Chine bloquent toute opération). Dans ce cadre, il n'exclut pas une intervention armée,. Fin 2012, la France commence à fournir des armes et de l'équipement à des groupes de l'Armée syrienne libre,,. Dans la continuité de Nicolas Sarkozy, François Hollande poursuit la collaboration controversée avec le Qatar, soutien des Frères musulmans dans les pays touchés par le Printemps arabe,, tout en relançant les relations avec l'Arabie saoudite,.
Fin août 2013, après l'attaque chimique de la Ghouta, François Hollande se déclare prêt à lancer des frappes aériennes punitives contre le régime de Bachar el-Assad aux côtés des Américains et des Britanniques. Mais cette option n'est plus privilégiée après le vote négatif du Parlement britannique et la décision du président américain, Barack Obama, de finalement solliciter le Congrès sur la question,. François Hollande est alors critiqué pour son côté « va-t-en-guerre », les titres de presse le présentant comme « piégé » sur la scène internationale et « seul » sur le front interne, au vu de l'opposition des Français à toute intervention militaire,,.

##### État islamique
En août 2014, la France intègre la coalition internationale qui lance une campagne de frappes aériennes contre l'État islamique en Irak et en Syrie. Au sein de cette coalition, la France lance l'opération Chammal, en Irak le 19 septembre 2014, puis en Syrie le 27 septembre 2015,.
En réponse aux pires attentats terroristes que la France ait connu depuis des décennies, François Hollande annonce l'intensification des frappes de l'Armée de l'air française menées contre l'État islamique, notamment à Raqqa (le Charles de Gaulle est par ailleurs dépêché vers le Moyen-Orient pour renforcer la puissance de frappe française dans cette zone). Est également décidée une « collaboration plus étroite » avec les forces armées russes, qui bombardent également l'organisation terroriste. La diplomatie française fait parallèlement adopter à l'unanimité par le Conseil de sécurité des Nations unies une résolution appelant à user de « toutes les mesures nécessaires » pour vaincre l'État Islamique, organisation reconnue comme « menace mondiale et sans précédent contre la paix et la sécurité internationales ». Ces prises de position de François Hollande marquent une nette évolution par rapport à ses déclarations passées, notamment concernant son refus de toute action conjointe avec la Russie et sa volonté, exprimée en 2013, d'une intervention militaire en Syrie dans le seul but de renverser Bachar el-Assad.

##### Intervention militaire au Mali
Le 11 janvier 2013, après un appel à l'aide du président malien par intérim, Dioncounda Traoré, et en invoquant un accord avec les résolutions du Conseil de sécurité de l'ONU, il annonce une intervention militaire en soutien aux Forces armées et de sécurité du Mali qui luttent sur leur territoire contre des groupes djihadistes liés à Al-Qaïda : c'est le lancement de l'opération Serval. Cette décision est saluée par une grande partie de la classe politique française. François Hollande est également soutenu dans cette démarche par les pays d'Afrique de l'Ouest, le Royaume-Uni, les États-Unis, l'Allemagne et la Russie. Le 1er août 2014, l'opération Barkhane succède à l'opération Serval.

##### Opération en Centrafrique
Début décembre 2013, il lance l'opération Sangaris en République centrafricaine, dont le but est de mettre un terme à la « faillite totale de l'ordre public, l'absence de l'État de droit et les tensions interconfessionnelles » selon le mandat de l'ONU.

##### Visites à l’étranger

Pays visités par François Hollande durant son mandat :
1 visite
2 visites
3 visites
4 visites
5 visites
6 visites
7 visites ou plus
France et Andorre

À la fin de février 2016, Le Figaro dresse un bilan des 176 visites internationales de François Hollande, effectuées dans 71 pays différents, dont 26 visites d'État. Le quotidien relève que « le rythme de ces voyages s'est accéléré un peu plus chaque année » (28 en 2012, 41 en 2013, 42 en 2014, 57 en 2015). L'Allemagne est le pays le plus visité par François Hollande (12 déplacements), devant les États-Unis (8), l'Italie (7), le Royaume-Uni (7), la Pologne (5) et la Russie (5). Sous son mandat, l'Australie et les Philippines ont accueilli la toute première visite d'État d'un président français.
Conformément aux usages des présidents de la Ve République, François Hollande effectue une visite au Saint-Siège le 24 janvier 2014. À cette occasion, il est reçu en audience privée par le pape François ; il est ensuite reçu par le secrétaire d'État du Vatican, Pietro Parolin.
Les 27 et 28 janvier 2014, il entreprend une visite officielle en Turquie, vingt-deux ans après la dernière visite d'État d'un président français, celle de François Mitterrand en 1992, avec la volonté de relancer les relations franco-turques et la procédure d'adhésion de la Turquie à l'Union européenne, à laquelle son prédécesseur Nicolas Sarkozy était hostile,. À cette occasion, il s'engage à ce que l'adhésion de la Turquie soit soumise à un référendum en France et appelle Ankara à « faire son travail de mémoire » sur le génocide arménien, dont il s'est engagé à pénaliser la négation en France.
Il est le seul président de la Ve République à ne pas avoir été convié à rencontrer Élisabeth II, reine du Royaume-Uni, pays où il est peu apprécié.

##### Coprince d'Andorre
Durant son mandat de président de la République française, François Hollande est ex officio l'un des deux chefs d'État de la principauté d'Andorre, micro-État indépendant voisin de la France. Ce rôle est essentiellement symbolique, mais lui permet en principe d'« arbitrer les institutions, participer aux orientations économiques du pays et agir comme représentant [d'Andorre] sur la scène internationale ». Après son élection en 2012, il reçoit ainsi Antoni Martí Petit, chef du gouvernement, et Vicenç Mateu Zamora, président de l'assemblée législative, avec qui il évoque notamment la politique fiscale et les échanges commerciaux entre l'Andorre et la France,. Il encourage d'importantes réformes fiscales visant à faire abandonner à la principauté son statut de « paradis fiscal ». En 2013, le gouvernement andorran annonce l'introduction d'un « impôt sur le revenu généralisé ».
François Hollande visite à nouveau l'Andorre en juin 2014, et y inaugure les nouveaux locaux du Parlement. S'exprimant devant celui-ci, puis devant la population sur la place du Peuple à Andorre-la-Vieille, il loue les réformes fiscales entreprises par le gouvernement de la principauté.

##### Relations avec les États-Unis

François Hollande reçu par le couple présidentiel américain, Barack et Michelle Obama, le 11 février 2014.

Du 10 au 12 février 2014, il est en visite d'État aux États-Unis, 18 ans après celle de Jacques Chirac en 1996.
Il fait connaître son soutien à Hillary Clinton en vue de l'élection présidentielle américaine de 2016. Il affirme sa conviction, le 15 octobre 2016, qu'elle sera la prochaine présidente des États-Unis,. Le mois suivant, il félicite le candidat victorieux, Donald Trump, ajoutant que l'élection de celui-ci « ouvre une période d'incertitudes » au cours de laquelle certaines positions prises par Trump au cours de sa campagne, notamment en ce qui concerne la situation au Moyen-Orient, devront être « confrontées » aux « valeurs communes » des États-Unis et de la France. Donald Trump ne le convie pas à Washington, contrairement à d'autres chefs d'État.

#### Évolution de sa popularité

##### Absence inédite d'état de grâce
Dès sa prise de fonctions, la cote de popularité de François Hollande est à un niveau beaucoup plus faible que celle de ses prédécesseurs (53 % selon le baromètre Ipsos-Le Point), malgré le soutien dans l'opinion aux premières mesures qu'il met en place. Les médias indiquent que c'est la première fois qu'un président de la Ve République ne bénéficie pas d'un « état de grâce ». Le fait qu'il ait été élu avant tout en raison du rejet de Nicolas Sarkozy est souligné.
Sa popularité connaît un premier fléchissement dès la fin de l'été 2012, alors que les plans sociaux dans les grandes entreprises se succèdent et que les tensions culminent sur le site industriel Arcelor Mittal de Florange en Lorraine, dont il avait promis de sauver les hauts fourneaux. Sa popularité continue par la suite à décroître avec des mesures fiscales comme la fin de la défiscalisation des heures supplémentaires et la hausse des prélèvements obligatoires. Le gouvernement doit renoncer à plusieurs mesures contestées (hausse des prélèvements sur les produits d'épargne, écotaxe, taxe sur les transactions financières, modulation des taux de TVA, baisse du plafond du quotient familial, taxe sur l'EBE),,. L'opposition de droite dénonce son manque de réactivité et l'absence de réformes structurelles en période de crise.
Dans le même temps, son action et son style (qualifié par lui-même de « normal ») suscitent des critiques, y compris au sein de la gauche. En mai 2013, L'Express expose, à partir des résultats de plusieurs sondages, cinq raisons à l'impopularité croissante du président de la République : absence de gouvernance, absence d'autorité, absence de ligne directrice, opposition d'une partie de la population au mariage homosexuel, promesses économiques non tenues.
Plusieurs affaires impactent négativement sa popularité, notamment l’affaire Cahuzac et l'affaire Leonarda,,,,. À la suite des élections municipales et européennes de 2014, qui sont un échec pour la gauche, les sympathisants socialistes ne lui accordent plus majoritairement leur confiance. La publication de l'ouvrage de Valérie Trierweiler, Merci pour ce moment, dans lequel François Hollande est dépeint comme un homme cynique et méprisant envers les pauvres, conforte cette baisse de popularité,,. Cette impopularité record sous la Ve République lors d’un premier mandat présidentiel est confirmée fin 2014 par tous les instituts de sondage, avec des taux d'opinions favorables allant de 13 à 19 %.
Cependant, selon un livre-enquête de Jean-Baptiste Rivoire (L'Élysée et les oligarques contre l'info, 2022), Valérie Trierweiler a permis au président de la République de s'intéresser aux patrons de médias, dont l'un l'employait, et d'« approcher Vincent Bolloré et ensuite Martin Bouygues, avec lequel [le président] a signé un armistice qui lui a été clairement bénéfique »,.

##### Remontée lors des attentats de 2015
Mais les attentats islamistes des 7 à 9 janvier 2015 sont à l'origine d'un mouvement d'union nationale qui voit son niveau de bonnes opinions doubler, en particulier à la suite de la marche qui rassemble de nombreux chefs d'État étrangers,. Sa popularité repart cependant à la baisse dès le mois suivant. Dans le même contexte, à la suite des attentats du 13 novembre 2015, la cote de popularité de François Hollande augmente pour atteindre de 32 % à 50 % d'opinions favorables (selon les instituts de sondage et selon les questions posées), une large majorité de Français jugeant son action « à la hauteur »,.

##### Rechute et records d'impopularité
Début 2016, sa popularité redescend à nouveau, en particulier lors des grèves et manifestations en France du printemps 2016,,. Il ne bénéficie pas d'un regain de popularité après l'attentat du 14 juillet 2016 à Nice, contrairement aux précédents attentats, et voit sa gestion des événements critiquée,. En septembre 2016, seuls 6 % des sondés par l'institut Ipsos et par CEVIPOF se déclarent satisfaits de son action. Le mois suivant, à la suite de la publication de ses confidences dans l'essai Un président ne devrait pas dire ça…, sa cote de confiance atteint son plus bas niveau historique dans le baromètre Kantar TNS, avec seulement 11 % d'avis favorables, et selon Ipsos, avec seulement 4 % d'opinions favorables,,,.
François Hollande défend son bilan lors de l’émission Dialogues citoyens, diffusée sur France 2 le 14 avril 2016, considérant que « ça va mieux » en France, une déclaration largement reprise dans les médias et qui renforce son image d'homme déconnecté du réel,. En novembre 2016, paraît dans Le Journal du dimanche une tribune signée par des personnalités qui dénoncent un « Hollande bashing » et qui vantent le bilan de François Hollande. En avril 2017, François Hollande déclare que son impopularité n'est pas tant le résultat d'une réelle détestation que du fait d'avoir été « incompris » et estime qu'il laisse le pays dans un meilleur état qu'il n'était à son arrivée, ce qui suscite le scepticisme de la classe politique et de nombreux analystes,.

#### Décision de ne pas briguer un second mandat

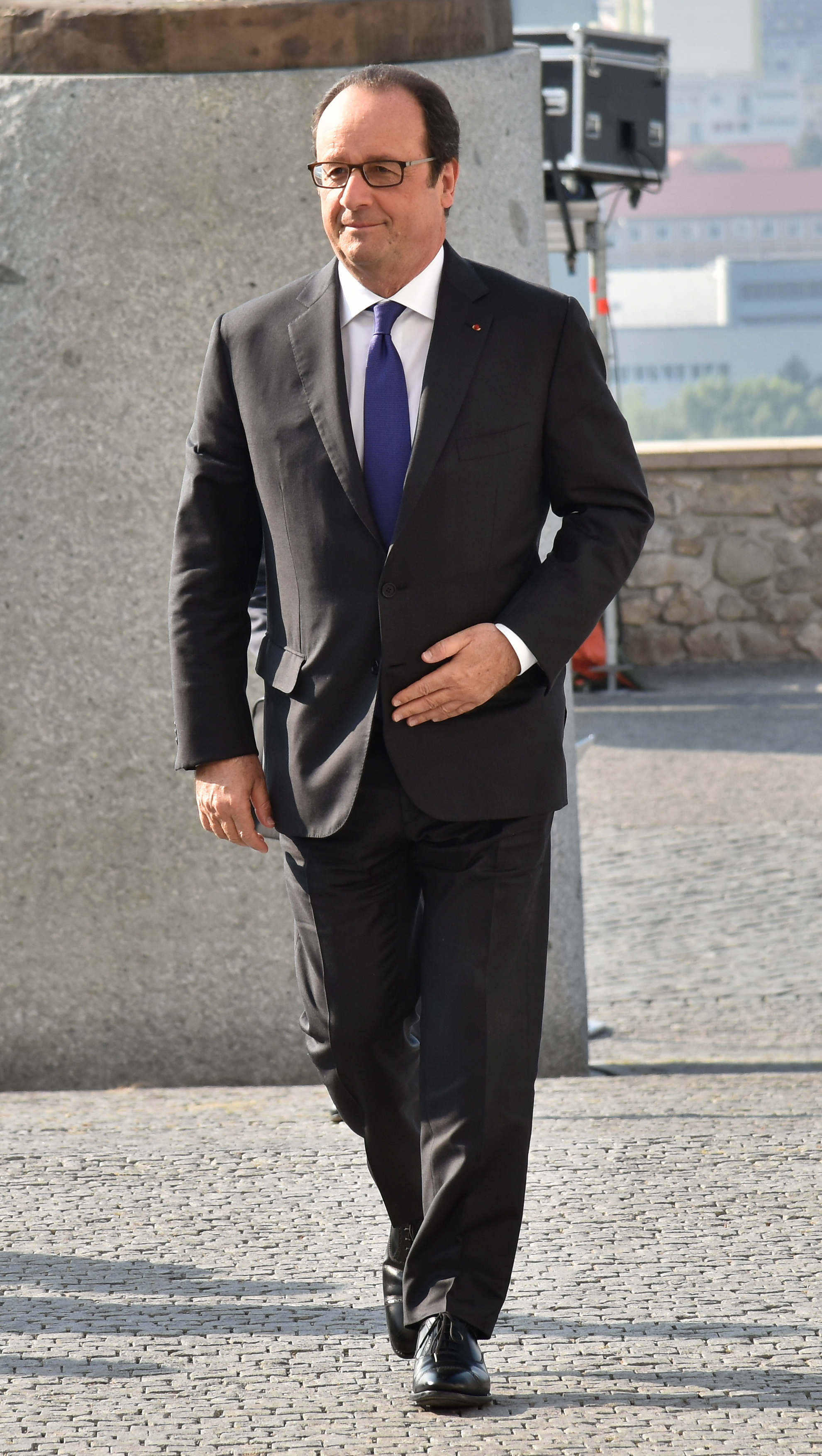
François Hollande en septembre 2016.

Dès 2013, au vu de l'impopularité grandissante de François Hollande, l'hypothèse que Manuel Valls soit le candidat socialiste à l'élection présidentielle de 2017 est évoquée,. Les sondages donnent en effet François Hollande éliminé de la compétition présidentielle dès le premier tour,. En 2016, les enquêtes d'opinion lui accordent entre 7 % et 14 % d'intentions de vote, ce qui le place en quatrième ou cinquième position du premier tour de l'élection présidentielle, une première pour un président sortant sous la Cinquième République. Jean-Luc Mélenchon est ainsi régulièrement placé par les sondages devant lui : pour Frédéric Dabi, directeur général adjoint de l’Ifop, « c’est inédit dans l’histoire de la Ve République qu’un candidat [de gauche] non socialiste menace un candidat du PS ». Il est également donné battu par Arnaud Montebourg à la primaire de 2017 dans la plupart des sondages,.
Dans un livre d'entretiens publié en octobre 2016, Un président ne devrait pas dire ça…, François Hollande épingle la « lâcheté » des magistrats français, le « problème » posé par l'islam dans le pays ou encore le « manque d'éducation » des footballeurs. Il y révèle également qu'il a ordonné au moins quatre homicides ciblés de terroristes, une pratique illégale selon les accords internationaux ratifiés par la France. Face aux nombreuses indignations provoquées par cet ouvrage, François Hollande est contraint de regretter publiquement certains propos. Une partie des parlementaires de l'opposition, constituée de 79 députés Les Républicains, dépose une proposition de résolution visant à le traduire en Haute Cour, pour lancer sa destitution, mais celle-ci est rejetée à son premier examen.
Alors qu'il s'était dit « prêt à l’inventaire » sur ses 60 engagements de campagne de 2012,, il perd le soutien de nombreux parlementaires et des tensions apparaissent avec le Premier ministre, Manuel Valls, qui lui reproche sa manière d'« incarner l'autorité de l'État et d'exercer le pouvoir ». Celui-ci se refuse ainsi à considérer le président sortant comme le candidat naturel du Parti socialiste et envisage la possibilité d'un affrontement avec le président, ce qui laisse augurer une crise institutionnelle,. Dans ce contexte, François Hollande semble de plus en plus difficilement en mesure de briguer un second mandat,. Le New York Times le décrit alors comme un « mort vivant ». Malgré la dégradation de son image, il cherche à imposer sa candidature, considérant qu'il n'existe pas de « plan B », et fait travailler certains de ses conseillers sur un éventuel programme.
Le 1er décembre 2016, il annonce ne pas être candidat à sa succession, affirmant être conscient des « risques » que sa candidature « ne rassemble pas largement » autour d'elle. Ce renoncement est un fait inédit dans l'histoire de la Cinquième République, et satisfait la quasi-totalité de la classe politique, qui critique son bilan à la tête du pays et son problème d'incarnation de la fonction présidentielle depuis 2012,.
Cependant, le journaliste Jean-Marie Colombani regrette cette décision et trouve « qu'il eût été plus digne et plus courageux de la part du chef de l’État de se confronter lui-même au jugement des Français, que son bilan « était plus que présentable » et qu'il aurait dû être défendu, mais que si l'aveu d'échec évoqué par François Fillon est juste, le président mérite tout de même d'être réhabilité ». De même, en février 2017, la romancière Christine Angot publie dans le Journal du Dimanche une lettre ouverte pour demander à François Hollande de revenir sur sa décision et de se présenter à l'élection présidentielle. Cependant, en dépit de rumeurs relayées par Le Parisien selon lesquelles François Hollande envisagerait de se représenter et aurait réuni les parrainages nécessaires pour cela, François Hollande maintient sa décision de ne pas briguer un second mandat, affirmant être « à la fin de [sa] vie ».

#### Campagne présidentielle de 2017 et fin de mandat
Pendant la campagne présidentielle de 2017, François Hollande échange plusieurs fois avec le candidat du Parti socialiste, désigné à l'issue de la primaire, Benoît Hamon, mais ne lui apporte pas de soutien public. Cette réticence du chef de l'État s'explique notamment par l'appartenance de Benoît Hamon aux frondeurs du quinquennat. Les médias se font régulièrement l'écho des mauvaises relations entre Benoît Hamon et François Hollande, qui soutiendrait officieusement Emmanuel Macron,.
En mars 2017, le candidat Les Républicains (LR), François Fillon, mis en examen pour des soupçons d'emplois fictifs, met en cause le président de la République, qui bénéficie selon lui de services d'un cabinet noir. Six cadres LR (Philippe Bas, Luc Chatel, Christian Jacob, Nathalie Kosciusko-Morizet, Valérie Pécresse, Bruno Retailleau) demandent l'ouverture d'une enquête, mais le parquet national financier ne donne pas suite à leur demande, jugeant les accusations trop imprécises,.
Une semaine avant le premier tour de l'élection présidentielle, François Hollande critique Jean-Luc Mélenchon, qui, d'après lui, « ne représente pas la gauche » et promet « des facilités qui quelquefois tombent dans le simplisme ».
Entre les deux tours, il apporte officiellement son soutien à Emmanuel Macron face à Marine Le Pen,. Selon son proche conseiller Bernard Poignant, il a voté en faveur d'Emmanuel Macron dès le premier tour. Emmanuel Macron remporte le second tour. La passation de pouvoirs a lieu le 14 mai 2017 au palais de l'Élysée. Il se rend dans la foulée rue de Solférino, au siège du Parti socialiste (comme François Mitterrand l'avait fait en 1995), où il prononce un discours retraçant les grandes lignes de son mandat.

### Après l’Élysée (depuis 2017)

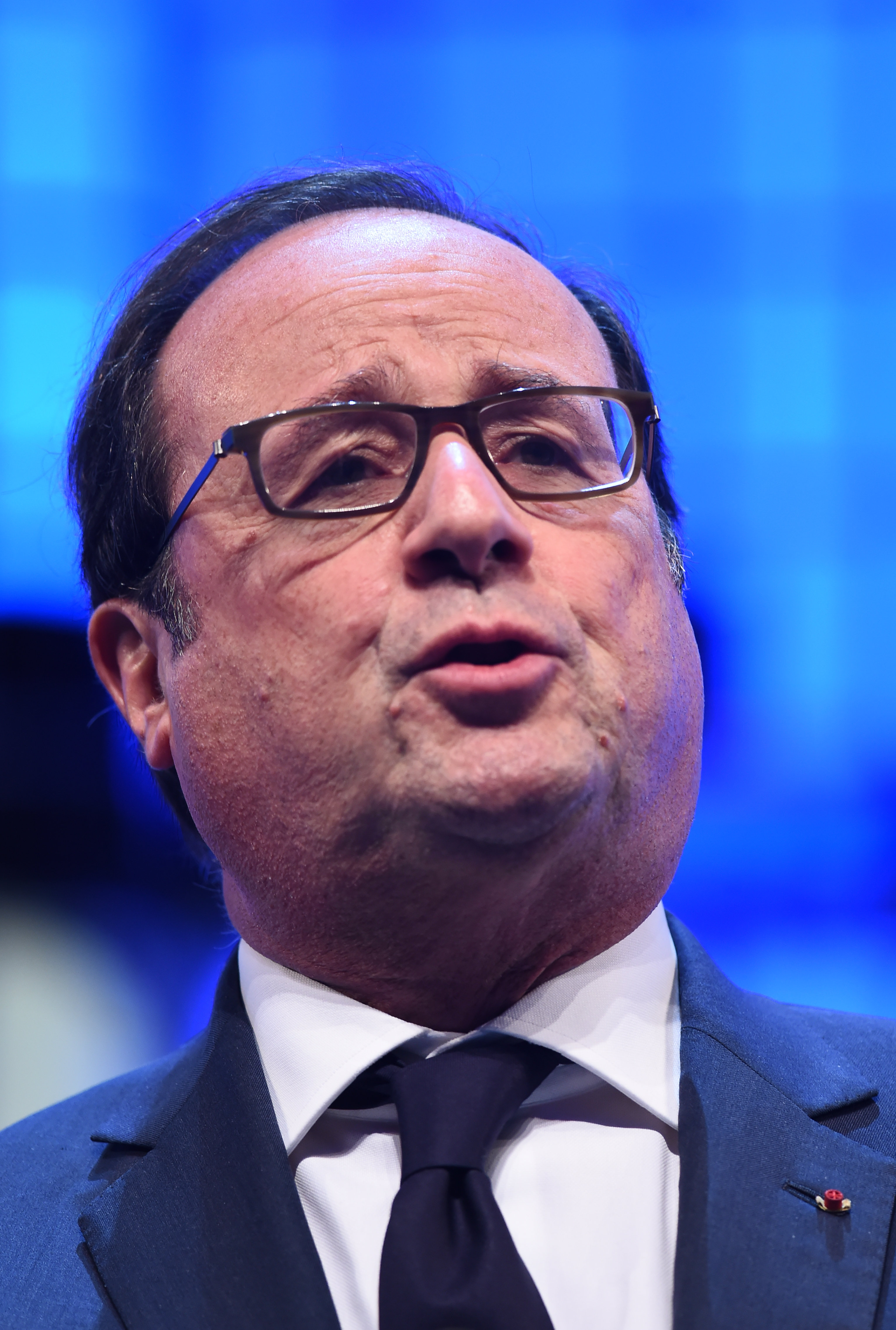
François Hollande au Web Summit de novembre 2017.

#### Membre du Conseil constitutionnel
En tant qu'ancien président de la République, il est membre de droit du Conseil constitutionnel, selon l'article 56 de la Constitution, mais annonce son intention de ne pas y siéger,. Parmi les projets de réforme promus par le président du Conseil constitutionnel Laurent Fabius au milieu des années 2010, figure la suppression de cette disposition pour les anciens chefs de l'État, réforme qui avait elle-même été promise par le candidat Hollande lors de l'élection présidentielle de 2012. Par la suite, le conseil fait l'objet d'une attention rarement vue dans l'histoire, au moment du mouvement social contre le projet de réforme des retraites en France de 2023, séquence plusieurs fois commentée en public par François Hollande, en particulier au moment des tensions au sein de la Nupes au sujet de la stratégie à suivre contre le passage en force de la loi sur les retraites, qui voit l'aile anti-Nupes du Parti socialiste, menée par Nicolas Mayer-Rossignol s'exprimer à plusieurs reprises,. François Hollande a en particulier accusé son successeur d'avoir « exacerbé les tensions » et vu « un double passage en force » dans l'utilisation de l'article 49.3.

#### Conseils et relations avec Emmanuel Macron
Au fil des mois, il exprime des réserves de plus en plus fortes sur l'action d'Emmanuel Macron. En août 2017, évoquant le projet de réforme du code du travail, il conseille au président de la République de ne pas « demander aux Français des sacrifices qui ne sont pas utiles » et de ne « pas flexibiliser le marché du travail au-delà de ce qu'[il a] déjà fait, au risque de créer des ruptures ». En mars 2018, il appelle à la défense des Kurdes face à la Turquie, ce qui fait réagir le chef de l'État contre « certaines personnes qui donnent des leçons »,. Le mois suivant, François Hollande qualifie Emmanuel Macron de « président des très riches »,.
Le 6 mars 2024, il est reçu au palais de l'Élysée dans le cadre de l'invasion de l'Ukraine par la Russie. En effet, après avoir tenu des propos controversés sur l'envoi potentiel de troupes occidentales sur le front ukrainien, Emmanuel Macron sollicite les conseils de François Hollande et de Nicolas Sarkozy. À la presse, François Hollande se démarque clairement de son successeur et déclare qu'en matière militaire « moins on en dit, mieux on agit »,.

#### Fondation en faveur de l'innovation sociale
Le 5 septembre 2017, il est élu président de La France s'engage, une fondation créée en 2016 afin d'œuvrer en faveur de l'innovation sociale.

#### Rôle au sein du Parti socialiste
Entre juin 2017 et mai 2018, l'institut Kantar TNS estime sa popularité à un niveau compris entre 12 % et 16 %, loin des quelque 60 % dont il était crédité en 2012. Dans ce contexte, son retour au premier plan de la vie politique est jugé compromis. En mars 2018, il vote pour l'élection du premier secrétaire du PS en vue du congrès d'Aubervilliers sans se prononcer sur les candidats. L'année suivante, il appelle à voter pour la liste PS-Place publique conduite par Raphaël Glucksmann aux élections européennes en France, et déclare avoir toujours été socialiste.

#### Conférences et influence nationale
Le 11 janvier 2019, François Hollande crée une société destinée à facturer ses conférences, alors qu'il critiquait sur ce point son prédécesseur Nicolas Sarkozy et qu'il avait promis de réaliser ces exercices à titre bénévole après son départ du palais de l'Élysée.
François Hollande déclare en septembre 2020 qu'il travaille sur un « projet présidentiel » en vue de l'élection présidentielle de 2022. Il précise qu'il ne s'agit pas d’une annonce de candidature à l'Élysée, mais de « savoir ce que l'on propose aux Français », et plaide pour que ses idées soient portées par une personnalité politique issue du PS. Les instituts de sondage le créditent de 2 % à 7 % des voix s’il venait à se présenter à l’élection présidentielle,. Il déclare dans le même temps que son « plus grand regret » est de ne pas s'être « représenté en 2017 ». En novembre 2021, il envisage finalement de se présenter à l'élection présidentielle avec notamment l'aide de Julien Dray, avant de renoncer en février 2022 afin de ne pas entraver la campagne d'Anne Hidalgo et du Parti socialiste.
Le 14 avril 2022, à l'approche du second tour de l’élection présidentielle, il appelle à voter pour le président sortant Emmanuel Macron face à la candidate du RN, Marine Le Pen.
Le 28 avril 2022, après le second tour de la présidentielle, il affirme que l'accord entre le Parti socialiste et la Nouvelle Union populaire écologique et sociale serait « inacceptable » s'il était signé. À la suite de la signature de l'accord, il considère qu'« avoir 70 candidats sur 577 circonscriptions, [est] une faute ». En mai suivant, François Hollande annonce qu’il ne sera pas candidat aux élections législatives en Corrèze, déclarant qu’il aurait été tenté de se présenter si le Parti socialiste avait pris la décision de « se refonder » et non de « fondre dans un accord déséquilibré », avec La France insoumise. L’ancien président déclare également que « 2027 se prépare dès 2022 », ayant pour ambition à court et moyen terme de participer à la reconstruction de sa famille politique. Dans le cadre du congrès socialiste de janvier 2023, il apporte, avant le second tour du scrutin, son soutien à Nicolas Mayer-Rossignol, critique de l'accord de la NUPES et opposé au premier secrétaire sortant Olivier Faure.

#### Élections législatives de 2024
À l'occasion des élections législatives anticipées de 2024, au motif que « la situation est grave » et qu'« à situation exceptionnelle, décision exceptionnelle », il annonce qu'il se présente dans la première circonscription de la Corrèze avec le soutien du Nouveau Front populaire,, officialisant ainsi son retour en politique. Il est poussé dans ce sens par Hélène Geoffroy, opposante socialiste en interne à Olivier Faure.
François Hollande estime que ces élections législatives signent la fin du « macronisme ». Il appelle également Jean-Luc Mélenchon à être plus discret car il pense que les Français ont une image hostile de sa personne. Le candidat socialiste investi dans la première circonscription de la Corrèze par le Nouveau Front populaire, le maire de Tulle, s’est retiré en sa faveur. Qualifié pour le second tour au premier rang, il y affronte en triangulaire le RN et LR indépendant, dont le député sortant, Francis Dubois, arrivé troisième, avait plutôt joué de son opposition au cœur de la campagne et ne souhaite pas se retirer en sa faveur. Il parvient à retrouver ce siège à la majorité relative, avec 43,10 % des suffrages exprimés, lors de cette triangulaire.

## Détail des mandats et fonctions

### À l’Assemblée nationale
- 23 juin 1988 – 1er avril 1993 : député, élu dans la première circonscription de la Corrèze.
- 12 juin 1997 – 14 mai 2012 : député, élu dans la première circonscription de la Corrèze.
- Depuis le 8 juillet 2024 : député, élu dans la première circonscription de la Corrèze.

### Au Parlement européen
- 20 juillet – 17 décembre 1999 : député européen.

### Au niveau local
- 14 mars 1983 – 16 mars 1989 : conseiller municipal d'Ussel.
- 17 mars 1989 – 24 juin 1995 : adjoint au maire de Tulle.
- 23 – 30 mars 1992 : conseiller régional du Limousin.
- 16 décembre 1993 – 30 juin 1995 : président de la communauté de communes Tulle et Cœur de Corrèze.
- 25 juin 1995 – 18 mars 2001 : conseiller municipal de Tulle.
- 16 mars 1998 – 2 avril 2001 : conseiller régional du Limousin.
- 19 mars 2001 – 17 mars 2008 : maire de Tulle.
- 16 mars 2008 – 11 mai 2012 : conseiller général de la Corrèze, élu dans le canton de Vigeois.
- 20 mars 2008 – 11 mai 2012 : président du conseil général de la Corrèze.

### Au sein du PS
- 1995-1997 : porte-parole, secrétaire national du Parti socialiste, chargé de la presse.
- 1997-2008 : membre du bureau national et premier secrétaire du Parti socialiste.

### À la présidence de la République
- 15 mai 2012 – 14 mai 2017 : président de la République française.

### Au Conseil constitutionnel
- Depuis le 14 mai 2017 : membre de droit du Conseil constitutionnel (ne siège pas).

## Synthèse des résultats électoraux

### Élection présidentielle
| Année | Parti | Parti | 1er tour   | 1er tour | 1er tour | 2d tour    | 2d tour | 2d tour |
| Année | Parti | Parti | Voix       | %        | Rang     | Voix       | %       | Issue   |
| ----- | ----- | ----- | ---------- | -------- | -------- | ---------- | ------- | ------- |
| 2012, |       | PS    | 10 272 705 | 28,63    | 1er      | 18 000 668 | 51,64   | Élu     |

### Primaire présidentielle
| Année | Parti | Parti | 1er tour  | 1er tour | 1er tour | 2d tour   | 2d tour | Issue   |
| Année | Parti | Parti | Voix      | %        | Rang     | Voix      | %       | Issue   |
| ----- | ----- | ----- | --------- | -------- | -------- | --------- | ------- | ------- |
| 2011  |       | PS    | 1 038 188 | 39,17    | 1er      | 1 607 268 | 56,57   | Désigné |

### Élections législatives
| Année | Parti             | Parti | Circonscription  | 1er tour | 1er tour | 1er tour              | 2d tour               | 2d tour               | 2d tour | Issue |
| Année | Parti             | Parti | Circonscription  | Voix     | %        | Rang                  | Voix                  | %                     | Rang    | Issue |
| ----- | ----------------- | ----- | ---------------- | -------- | -------- | --------------------- | --------------------- | --------------------- | ------- | ----- |
| 1981  |                   | PS    | 3e de la Corrèze | 10 679   | 26,41    | 2e                    |                       |                       |         | Battu |
| 1986  | Corrèze           | PS    | 40 818           | 26,65    | 2e       | Scrutin proportionnel | Scrutin proportionnel | Scrutin proportionnel | Non élu |       |
| 1988  | 1re de la Corrèze | PS    | 14 786           | 28,90    | 2e       | 28 793                | 53,91                 | 1er                   | Élu     |       |
| 1993  | 1re de la Corrèze | PS    | 12 835           | 26,06    | 2e       | 23 663                | 46,70                 | 2e                    | Battu   |       |
| 1997  | 1re de la Corrèze | PS    | 16 639           | 35,40    | 2e       | 27 472                | 54,52                 | 1er                   | Élu     |       |
| 2002  | 1re de la Corrèze | PS    | 19 684           | 39,51    | 2e       | 26 659                | 52,92                 | 1er                   | Élu     |       |
| 2007  | 1re de la Corrèze | PS    | 20 879           | 44,38    | 1er      | 28 494                | 60,30                 | 1er                   | Élu     |       |
| 2024  | 1re de la Corrèze | PS    | 24 720           | 34,63    | 1er      | 28 751                | 43,10                 | 1er                   | Élu     |       |

### Élections municipales
Les résultats ci-dessous concernent uniquement les élections où il est tête de liste.
| Année | Parti | Parti | Commune | 1er tour | 1er tour | 1er tour | Sièges obtenus |
| Année | Parti | Parti | Commune | Voix     | %        | Rang     | Sièges obtenus |
| ----- | ----- | ----- | ------- | -------- | -------- | -------- | -------------- |
| 2001  |       | PS    | Tulle   | 3 944    | 53,12    | 1er      | NC             |
| 2008  | 4 967 | PS    | Tulle   | 72,25    | 1er      | 29 / 33  |                |

## Distinctions et décorations
En décembre 2021, François Hollande dépose l'ensemble de ses décorations au musée de la Légion d'honneur.

### Titresex officioen tant que président de la République
- Grand maître de l'ordre national de la Légion d'honneur[411].
- Grand maître de l'ordre national du Mérite.
- Chanoine d'honneur de l'archibasilique Saint-Jean-de-Latran (n'en prend pas possession[412]), des cathédrales Saint-Jean-Baptiste de Saint-Jean-de-Maurienne, Saint-Julien du Mans et Saint-Étienne de Châlons, de l'église Saint-Hilaire le Grand de Poitiers, de la basilique Saint-Martin de Tours et de la collégiale Saint-Martin d'Angers.
- Proto-chanoine de la cathédrale Notre-Dame-du-Réal d'Embrun et de la basilique Notre-Dame de Cléry-Saint-André.

### Décorations officielles

Armoiries en tant que chevalier de l'ordre des Séraphins.

#### Décorations françaises
- Grand-croix de l'ordre national de la Légion d'honneur, de droit en qualité de grand maître de l'ordre, le 15 mai 2012.
- Grand-croix de l'ordre national du Mérite, de droit en qualité de grand maître de l'ordre, le 15 mai 2012.

#### Décorations étrangères
- Grand-croix classe spéciale de l'ordre du Mérite de la République fédérale d'Allemagne (Allemagne) le 3 septembre 2013[413].
- Collier de l'ordre du roi Abdelaziz (Arabie saoudite) le 30 décembre 2013[414],[415].
- Grand-croix de l'ordre du Libérateur Général San Martín (Argentine) le 24 février 2016[416].
- Chevalier de l'ordre de la Gloire (Arménie), le 12 octobre 2014[413].
- Grande étoile de la décoration d'Honneur pour services rendus à la république d'Autriche (Autriche), le 31 octobre 2013[413].
- Grand cordon de l'ordre de Léopold (Belgique), le 3 février 2014[413].
- Grand-croix de l'ordre national du Bénin (Bénin), le 30 juin 2015[413].
- Grand collier de l'ordre national de la Croix du Sud (Brésil), le 19 décembre 2012[413].
- Grand-croix de l'ordre de la reconnaissance centrafricaine (République centrafricaine), le 13 mai 2016[417].
- Grand collier de l'ordre de Boyacá (Colombie), le 21 janvier 2015[413].
- Grand-croix de l'ordre national de la république de Côte d'Ivoire (Côte d'Ivoire), le 17 juillet 2014[413].
- Collier de l'ordre d'Isabelle la Catholique (Espagne) le 23 mars 2015[418].
- Collier de l'ordre de Zayed (Émirats arabes unis), le 15 janvier 2013[413].
- Grand-croix avec collier de l'ordre de la Rose Blanche (Finlande) le 19 juin 2013[413].
- Grand-croix de l'ordre du Sauveur (Grèce) le 21 octobre 2015[419].
- Grand-croix de l'ordre national du Mérite (Guinée), le 26 novembre 2014[413].
- Chevalier grand-croix au grand cordon de l'ordre du Mérite de la République italienne (Italie) le 21 novembre 2012[420].
- Grand cordon de l’ordre du Chrysanthème (Japon) le 6 juin 2013[421]
- Première classe de l'ordre de l'Amitié (Kazakhstan) le 2 novembre 2015[422].
- Chevalier de l'ordre du Lion d'or de la maison de Nassau (Luxembourg) le 6 mars 2015[413].
- Grand-croix de l'ordre national du Mali (Mali) le 15 juillet 2013[423].
- Collier de l'ordre de la Souveraineté (Maroc) le 3 avril 2013[424].
- Collier de l'ordre de l'Aigle aztèque (Mexique), le 10 avril 2014[413].
- Grand-croix de l'ordre de Saint-Charles (Monaco) le 14 novembre 2013[425].
- Grand-croix de l'ordre national du Niger (Niger) le 15 juillet 2014[413].
- Collier de l'ordre de l'État de Palestine (Palestine) le 17 septembre 2013[426].
- Grand-croix de classe extraordinaire de l'ordre de Vasco Núñez de Balboa (Panama) le 24 mai 2013[413].
- Chevalier grand-croix de l'ordre du Lion néerlandais (Pays-Bas) le 15 janvier 2014[427].
- Grand collier de l'ordre du Soleil (Pérou), le 23 février 2016[413].
- Chevalier de l'ordre de l'Aigle blanc (Pologne) le 15 novembre 2012[428],[429].
- Grand collier de l'ordre de la Liberté (Portugal) le 19 juillet 2016[430].
- Grand officier de l'ordre national du Québec (gouvernement du Québec) le 4 novembre 2014[431].
- Grand-croix avec collier de l'ordre de l'Étoile de Roumanie (Roumanie) le 14 septembre 2016[432].
- Chevalier grand-croix de l'ordre du Bain (Royaume-Uni) le 5 juin 2014[433].
- Grand-croix de l'ordre national du Lion (Sénégal) le 27 novembre 2012[413].
- Première classe de l'ordre de la Double Croix Blanche (Slovaquie) le 29 octobre 2013[434].
- Chevalier de l'ordre des Séraphins (Suède) le 21 novembre 2014[435].
- Grand cordon de l'ordre de la République (Tunisie) le 4 juillet 2013[436].
- Médaille de la République (Uruguay) le 30 mai 2016[437]
- Grand-croix de l'ordre de la Liberté (Ukraine) le 25 février 2016[438].

### Autres distinctions
- Docteur honoris causa de l'université Aboubakr-Belkaïd de Tlemcen[439].
- Docteur honoris causa de l'université d'Athènes[233].
- Prix de l'« Homme d’État de l’année » en 2016 : « honore les dirigeants qui soutiennent la paix et la liberté, par la promotion de la tolérance, la dignité humaine et les droits de l’homme »[440]. Prix remis par l'Appeal of Conscience Foundation.
- Membre de la confrérie du melon de Lectoure[441].
- Médaille de la présidence de l'Assemblée nationale, décernée, en 2014, par l'Assemblée nationale du Québec[442].

## Dans les arts et la culture populaire

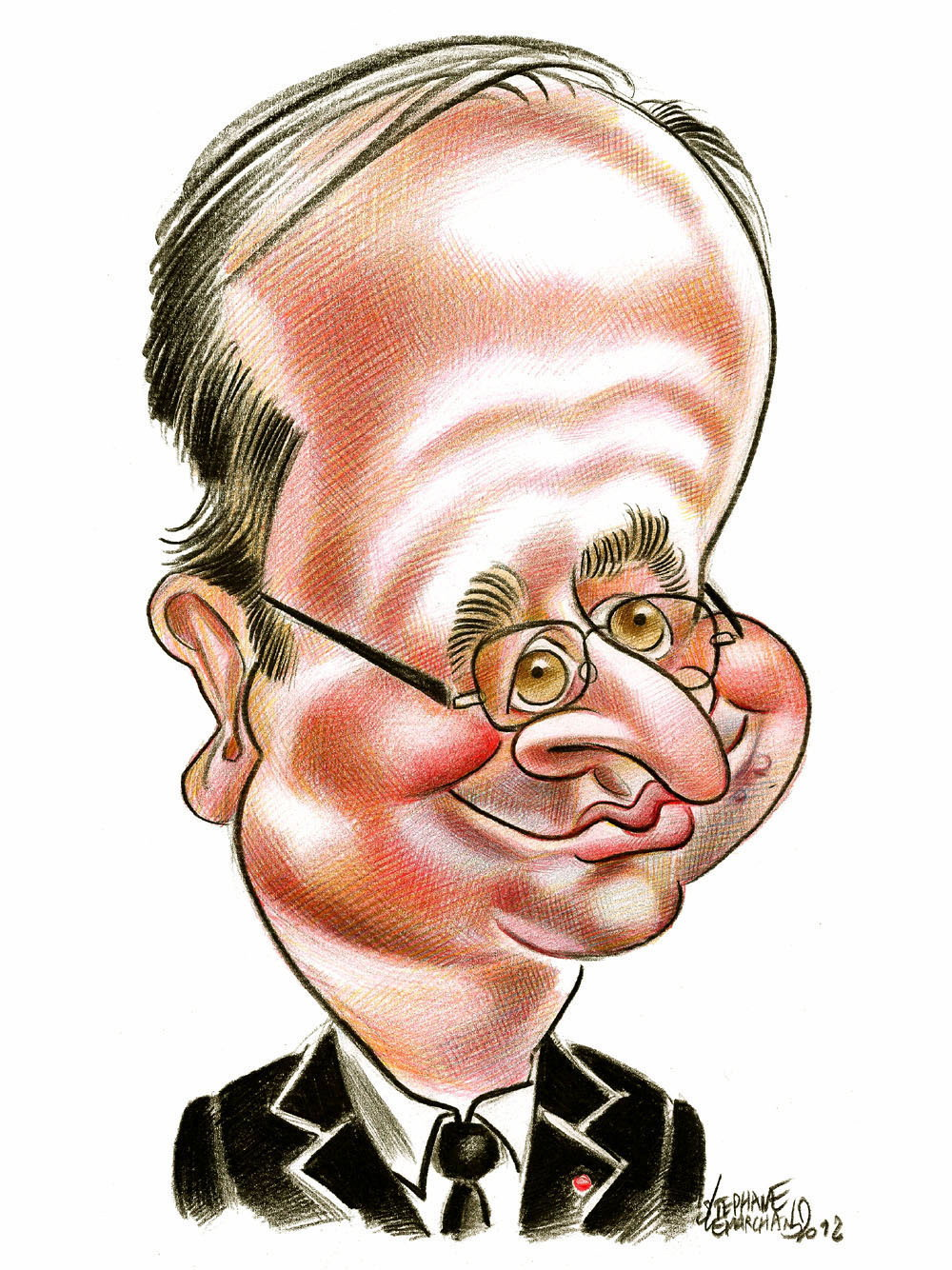
Caricature de François Hollande (par Stéphane Lemarchand, 2012).

### Cinéma
En 2014, dans Edge of Tomorrow, il apparaît comme le président de la République française.
En 2018, François Hollande apparaît dans le film de Clint Eastwood Le 15 h 17 pour Paris, qui relate l’attentat du train Thalys du 21 août 2015 à destination de Paris. Dans le film, l’ancien président décore de la Légion d'honneur les trois Américains ayant déjoué l'attentat. Entre images d’archives et fiction, c’est Patrick Braoudé qui incarne le président. Les critiques sont relativement négatives quant au film et à l'apparition de François Hollande,,.
En 2021, dans Présidents d'Anne Fontaine, le personnage interprété par Grégory Gadebois est directement inspiré de François Hollande.

### Télévision

#### Émission
Dans Les Guignols de l'info, François Hollande possède sa marionnette depuis qu'il a été tête de liste pour les élections européennes de 1999. Il est présenté comme assez naïf et termine chacune de ses interventions par un rire simplet. C'est l'imitateur Nicolas Canteloup qui lui prête sa voix jusqu'en 2011, date à laquelle il est remplacé par Thierry Garcia, ceci s'accompagnant également d'un changement de marionnette.

#### Téléfilm
En 2013, dans La Dernière Campagne (2013), réalisé par Bernard Stora, François Hollande est joué par Patrick Braoudé. Bernard Le Coq interprète Jacques Chirac et Thierry Frémont Nicolas Sarkozy.

### Littérature
Dans le roman Soumission (2015) de Michel Houellebecq, François Hollande est réélu lors de l'élection présidentielle de 2017. Sa conservation du pouvoir jusqu'en 2022 entraîne la montée du Front national, qui est finalement battu au second tour de l’élection présidentielle par le candidat de la Fraternité musulmane, soutenu par les partis modérés.

### Musique
En 2016, le groupe de rock français Mickey 3D lui consacre une chanson sur l'album Sebolavy, François sous la pluie, qui évoque un personnage décevant mais attachant, désabusé, confronté à une adversité persistante.

### Statuaire
En 2020 sont inaugurées à Treignac (Corrèze) deux statues des anciens présidents de la République Jacques Chirac et François Hollande, réalisées par le sculpteur argentin Augusto Daniel Gallo. Elles doivent rester en place pendant quelques mois.

## Publications

### Ouvrages
- L'Heure des choix : pour une économie politique (avec Pierre Moscovici), Paris, éd. Odile Jacob, 1991  (ISBN 978-2738101464).
- Devoirs de vérité (entretiens avec Edwy Plenel), Paris, éd. Stock, 2007  (ISBN 978-2234059344).
- Droit d'inventaires (entretiens avec Pierre Favier), Paris, éd. Seuil, 2009  (ISBN 978-2020979139).
- Le Rêve français : discours et entretien, 2009-2011, Paris, éd. Privat, 2011  (ISBN 978-2708944411).
- Changer de destin, Paris, éd. Robert Laffont, 2012  (ISBN 978-2221131176).
- Discours du Bourget et autres discours de la campagne présidentielle, Paris, éd. L'Harmattan, 2012  (ISBN 978-2296960756).
- Dialogue sur la politique : la gauche et la crise (avec Edgar Morin), Paris, éd. L'Aube, 2012  (ISBN 978-2815906630).
- Les Leçons du pouvoir, Paris, éd. Stock, 2018.
- Répondre à la crise démocratique, Paris, éd. Fayard, 2019[449]. Livre d'entretien avec Terra Nova où il plaide pour une réforme des institutions[450].

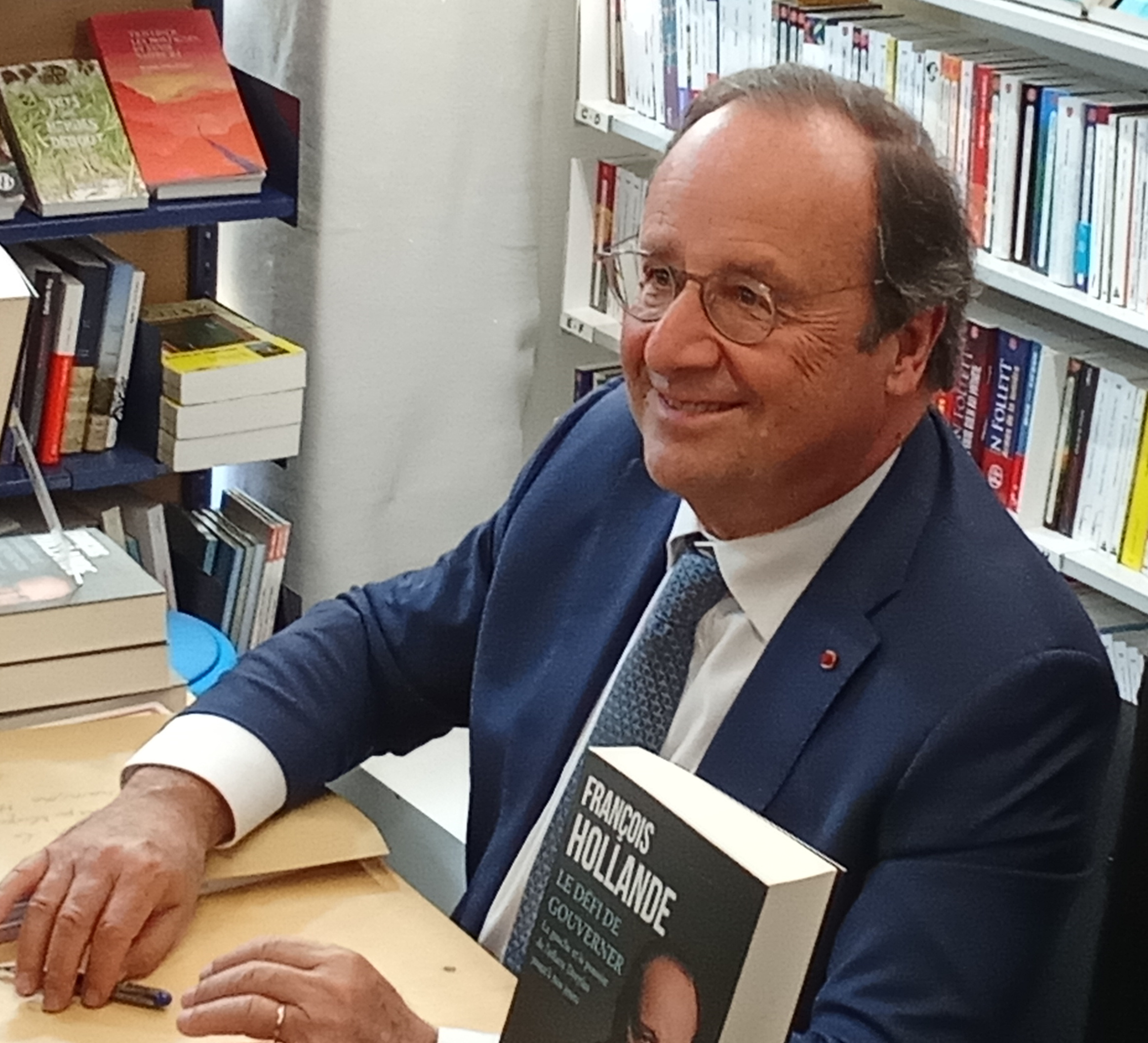
En dédicace pour Le Défi de gouverner. La gauche et le pouvoir de l'affaire Dreyfus jusqu'à nos jours.

- Affronter, Paris, Éditions Stock, 2021[451]. Analyse de la politique française[452],[453].
- Bouleversements. Pour comprendre la nouvelle donne mondiale, Stock, 2022. Essai de géopolitique[454].
- Le Défi de gouverner. La gauche et le pouvoir de l'affaire Dreyfus jusqu'à nos jours, Éditions Perrin, 2024. Livre retraçant un siècle de la gauche en France[455].

### Livres pour la jeunesse
- Leur République, Paris, Glénat Jeunesse, 2020[456].
- Leur État, Paris, éd. Glénat, 2020.
- Leur Europe, Paris, Glénat Jeunesse, 2024.

### Ouvrages collectifs
- La Gauche bouge, sous le pseudonyme de Jean-François Trans, Paris, éd. Jean-Claude Lattès, 1985. En collaboration avec Jean-Yves Le Drian, Jean-Pierre Jouyet, Jean-Pierre Mignard et Jean-Michel Gaillard.
- Changer d'Europe, Paris, éd. Syros, coll. Pour débattre, 1994  (ISBN 2841460177). Débat sur la construction européenne avec Hollande, Andrée Buchmann, Julien Dray et Philippe Herzog[457].
- L'Idée socialiste aujourd'hui, Paris, éd. Omnibus, 2001  (ISBN 978-2259195843). Discours d'ouverture d'un colloque organisé le 9 juin 2001 par le Parti socialiste et la Fondation Jean-Jaurès à l'occasion des trente ans du congrès d'Épinay[458].
- Quelle VIe République ?, Paris, éd. Le Temps des cerises, 2007  (ISBN 978-2841091614).

### Documentaires
- Denis Jeambar et Stéphanie Kaïm, François Hollande : comment devenir Président ?, France Télévision, diffusé le 7 mai 2012.
- Patrick Rotman, Le Pouvoir, sorti en salles le 15 mai 2013.